# Термінатор (персонаж)
Термінатор (англ. terminator — «ліквідатор», «винищувач») — це автономний робот у серії фільмів «Термінатор»; зазвичай, це робот-гуманоїд, на початку придуманий як практично незнищенний солдат, інфільтратор і вбивця. Найчастіше асоціюють із персонажем Арнольда Шварценеґґера, власне Термінатором, або термінатором серій Т-800 і T-850, моделі CSM-101. Серед інших серій (котрих відомо близько сорока) — найвідомішими є Т-1000, Т-Х, Cameron і Т-888.
Ідея Термінатора як хромованого ендоскелета із червоними очима, що нагадує середньовічне утілення Смерті, — належить канадському режисерові Джеймсу Кемерону. Термінатора він задумав як другорядного персонажа, головного антагоніста в історії: кінорежисер планував основну увагу у картині приділити взаєминам між молодими людьми — персонажами Кайлом Ризом і Сарою Коннор. Однак, після виходу першого фільму глядачі сприйняли титульного персонажа Арнольда Шварценеґґера як головного героя. Термінатор став культурним феноменом цілої епохи: об'єктом поклоніння шанувальників, законодавцем моди у кінематографі, прибутковою медіафраншизою; а саме поняття «термінатор» — стало загальною назвою, що означає бездушну і непереможну машину чи просто особу, яка цілеспрямовано прямує до своєї мети, не зважаючи ні на що.

## Основні характеристики термінаторів

### Загальні поняття
У серії фільмів «Термінатор» — термінатором називається грізний робот або «кібернетичний організм» (кіборг), роботизований убивця і солдат. Його було розроблено військовою суперкомп'ютерною системою «Skynet» для проникнення у опорні пункти Руху опору, для проведення диверсійних робіт, убивства важливих осіб і для бойових потреб як мобільну тактичну бойову одиницю (солдата); головна ж мета термінаторів — повне винищення людського Руху опору («Tech-Com»), фізичне знищення людей.
У принципі, термінаторами слід вважати лише серії, починаючи від Т-600 і вище. Для американця поняття «термінатор» асоціюється насамперед із «exterminator» — спеціаліст зі знищення шкідників у сільському господарстві (від англ. exterminate — «винищувати», «викорінювати», «знищувати»). Ці моделі (окрім Т-1000000), або ж інфільтратори, агенти, диверсанти — мають безпосередньо проникати у людське суспільство і виконувати там специфічні завдання.
Решта роботів мають вести відкриті бойові дії: проти підрозділів Руху опору і окремих груп людей, що вижили після Судного дня — використовуючи усі можливі засоби і способи, і виконуючи функції солдатів або мисливців (вільний пошук і знищення, фронтові і обхідні атаки, засади тощо). Тому решту роботів, у тому числі і всі серії з Т-600 по Т-888 без камуфляжного покриття, слід відносити до категорії «мисливців-убивць» (МУ) або транспортних чи розвідувальних засобів. Однак, із огляду на те, що фільми серії «Термінатор» створювали різні люди, і всі машини у кожному фільмі можуть називатися по-різному — тут під поняттям «термінатор» розглядаємо усіх бойових роботів, створених системою «Skynet».

#### Серія
Серія термінаторів — це лінійка майже ідентичних виробів класу «Термінатор», що масово виготовляли на виробничих потужностях «Skynet». Вироби у межах серії мають однаковий технологічний дизайн, програмне забезпечення, матеріали, і схожі елементи ходової частини (шасі). Досягнення у розвитку інженерії і дизайну «Skynet», покликані удосконалювати характеристики бойових роботів (із метою поліпшити показники успішної інфільтрації), — дуже збільшили різноманіття видів як самих шасі, так і арсеналу різних додаткових опцій для термінатора (подібно до того, як у межах однієї серії автомобілів є велика кількість пакетів). Цими різними додатковими опціями (пакетами) оснащували термінаторів однієї серії, відповідно до специфіки поточних завдань, яке на серію покладали.
Серія виробів ідентифікується значною мірою за своїм шасі (яке, у свою чергу, має відповідати вимогам специфічного типу завдань). Таким чином, відомі такі серії термінаторів:
- T-1
- T-7Т
- T-70
- Т-300
- T-400
- T-500
- T-600
- T-700
- T-799
- T-800
- T-803
- T-804
- T-806
- T-808
- T-810
- T-831
- T-835
- T-850
- T-882
- T-888
- T-900
- І-950
- T-1000
- T-1001
- T-1002
- T-Meg[a]
- T-XA
- T-X
- T-Infinity[a].
- T-3000
- T-5000
- Т-7000
- Т-9000
- Rev-7
- Rev-8
- Rev-9

Більшість із цих серій не представлено у фільмах; однак кожен новий фільм додає дедалі нові й нові серії термінаторів. А от у телесеріалі «Хроніки Сари Коннор» — жодного разу не використовували поняття «серія»: термінаторів ідентифікують за іменами.

#### Модель
Модель термінатора — це позначення форми живої тканини навколо металевого скелета. Для серій, які підтримують зовнішній камуфляж із живої тканини, було розроблено різні моделі цього камуфляжу. Якщо є два термінатори зі схожим зовнішнім виглядом — це означає, що вони мають одну модель, наприклад: модель 101 використовується як для серії 800 так і серії 850 термінаторів — і робот, відповідно, називається «термінатор серії Т-800 моделі 101 (або Т-850 CSM 101)».
«Skynet» використовувала багато моделей при виробництві живих оболонок тканин: скопійованих як із живих полонених під час війни у майбутньому, так і узятих із архівних записів із людських баз даних, якими користувалася система «Skynet» після Судного дня. Хоча багато з цих моделей були задумані для заміни якоїсь конкретної людини — із якихось міркувань, було створено цілі загони моделей одного типу. Найпомітнішою в історії «Термінатора» є унікальна модель TOK 715 , Cameron. Що означає абревіатура «TOK» — донині не ясно. Існує декілька версій, що пояснюють абревіатуру: можливо це особистий номер самої Елісон Янґ у Русі опору, можливо це маркування її термінаторами («Template of Kill», номер 715) або ж це посилання авторів на біблейський вірш  тощо.

#### Походження

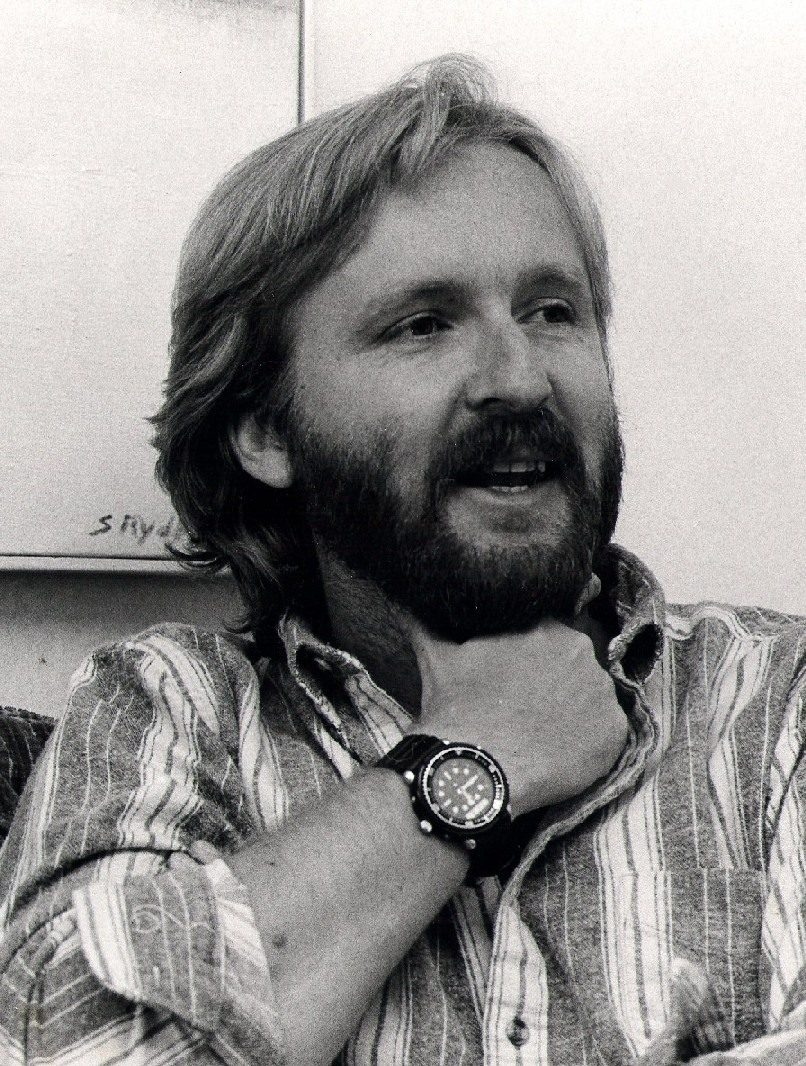
Джеймс Кемерон у 1986 році

Ідея робота-вбивці з червоним оком, який переслідує дівчину, випадково виникла у Джеймса Кемерона 1981-го року, коли він заснув із температурою у стані пропасниці після сеансу монтажу фільму  — «Піранья 2: Нерест». Режисер представив першого персонажа-термінатора у фільмі 1984 року «Термінатор», який виглядав як кіборг, і просто назвав його Термінатором. У картині Термінаторові відводилася другорядна роль: роль головного антагоніста. Причому, вірний правилу завжди детально опрацьовувати сюжети своїх картин, Кемерон писав сценарій під актора Ленса Генріксена: термінатор має бути непомітним серед людей, не привертати до себе уваги. Основну ж увагу в картині режисер планував приділити взаєминам між персонажами Кайлом Ризом і Сарою Коннор. Із якоїсь причини Кемерону здалося, що на роль бездушного убивці потрібно обрати не витонченого актора Ленса (майже усю кар'єру якого побудовано на виконанні ролей лиходіїв, убивць, насильників, збоченців, продажних поліцейських і інших асоціальних особистостей, а також іншопланетян) — а «брутального качка» (див. фільм «Качаючи залізо» [1977 р.]) і «безжального месника» Конана-кімерійця (див. картину «Конан-варвар» [1982]) Арнольда Шварценеґґера, котрий майже не мав акторського досвіду. Усе ж багато глядачів, чомусь, сприйняли за головного героя стрічки саме Термінатора. Сам Кемерон назвав це «культурним феноменом», а виконавчий продюсер картини «Термінатор» Джон Дейлі сказав із цього приводу таке: «У Кемерона у сценарії головними героями є хлопець Риз і його дівчина. Однак, коли вийшов фільм, багато хто чомусь вирішив, що головний — Арнольд»[джерело?]. Насправді, у фільмі було два актори, які зіграли двох різних термінаторів: першого (і головного) зображав Арнольд Шварценеґґер; другого (який здійснює напад на базу повстанців у майбутньому, коли Кайл Риз губить фотографію Сари, і те фото згорає на очах у Кайла) — найкращий друг «Шварца» і його спаринґ-партнер із боді-білдинґу Франко Коломбо. Однак, лише персонаж Шварценеґґера асоціюється із власною назвою Термінатор. У Арнольда Шварценеґґера після перемоги на виборах 2003-го року з'явилося навіть прізвисько Governator (а після сімейного скандалу  — іще й Womenator). Коли пізніше у серії фільмів «Термінатор» з'являлися нові роботи-термінатори, їм постфактум присвоїли номери їхніх серій і моделей, щоб уникати плутанини.
На загал, Шварценеґґер зіграв Термінатора у трьох перших фільмах циклу — і після першого ж фільму актор став зіркою світової величини. Ця лиходійська роль, що її репліки складаються всього з 17-х речень, цей образ абсолютно беземоційного кіборга — стали архетипом кінематографу. Саме з першого фільму походять коронні фрази Шварценеґґера «I'll be back» і «Hasta la vista, baby», які актор повторював у більшості наступних фільмів за його участі. Такий шалений успіх персонажа Арнольда спричинив те, що у другому фільмі режисер відвів цьому кіборгу вже роль головного протагоніста.
Режисер Джонатан Мостов у фільмі «Термінатор 3: Повстання машин» також збирався пояснити, яким чином одна конкретна модель (серії Т-800 і її модифікації Т-850) схожа на Шварценеґґера. Персонаж на ім'я головний майстер-сержант Вільям Кенді (Candy, англ. букв. «цукерочка») пояснює у промо-відео від «Кібер-дослідницького центру» (CRS) ВПС США, що його було обрано як модель для проєкту «Термінатор». Персонаж Шварценеґґера говорить із південним (техаським) акцентом; коли генерал-лейтенант Брустер (Lieutenant General Brewster) заперечує проти південного акценту Кенді із політкоректних міркувань (армія США не може апелювати до історії Конфедерації), то якийсь науковець центру каже: «Ми можемо виправити це» голосом Шварценеґґера.
У епізоді 13 («Елісон із Палмдейла») серіалу «Термінатор: Хроніки Сари Коннор» пояснюється походження Cameron (Ке́мерон) і зв'язок її зовнішності із дівчиною Елісон Янґ. У інших епізодах показано, що різні Т-888-мі мали зовнішність людей, яких вони мали замінити.

### Психо-фізичні характеристики
Хоч термінатори не є живими істотами, та їхня функціональна специфіка зумовила особливу організацію їхнього логіко-аналітичного апарату. Термінатори наділені елементами штучної психіки, здатної до навчання і самовдосконалення як із метою мімікрії до людей, так і з метою якнайкращого розуміння людей. Їхня штучна психіка дуже подібна до людської за своєю структурою, наскільки комп'ютер є подобою людини. Очевидно, це зумовлено однаковою електричною природою організації нервових процесів і у мозку людини, і у штучній нейронній системі кіборга. Відмінності, безперечно, стосуються способів аналізу і способів накопичення інформації: так, наприклад, робот складає інформацію не асоціативно, як людина, — а каталогізовано. Також відмінною є швидкість передавання інформації і швидкість її аналізу: у ро́бота ці процеси прискорено у мільйони разів. Найновіші моделі, починаючи з Т-850, мають функцію «адреналіну», коли в критичні моменти «розганяють» свою штучну нейросистему для досягнення максимальної ефективності її роботи.
Найвідомішим із серії термінаторів є Т-800/850 (персонаж Арнольда Шварценеґґера). Цей кіборг має основи штучного інтелекту, здатного до обмеженого самонавчання і адаптації в нових умовах; він має здібності природно розмовляти, імітувати голоси інших, читати людський почерк, потіти, пахнути, кровоточити — і безліч інших можливостей. Щоб визначити термінатора останніх серій, який мімікрує до людей, — Рух опору використовує собак.
Стійкою рисою, яка не зникає протягом усієї серії фільмів, є слабке червоне свічення «очей робота», коли він активний, — свічення стає тьмяним, ледь помітним, коли термінатор вимикається. У всіх чотирьох частинах циклу художніх фільмів затуханням свічення очей показували, що робота виводять із ладу. Ця риса настільки характерна, що підсвічені очі часто використовують на всіх товарах, пов'язаних із серією фільмів (і персонажем Термінатором), навіть із ефектами повільної зміни затемнення / свічення (фейд-ефект), що відбувається під час вимикання або запуску виробу (наприклад, іграшки). У персонажа «термінатора-охоронця» Cameron у пілотному епізоді серіалу «Термінатор: Хроніки Сари Коннор» очі сяють синім кольором; у фінальному ж 31-му епізоді «Народжений утікати» у Cameron оголене від плоті «око» червоне, як і в усіх решти термінаторів. У термінатора Т-Х очі теж сяють синім.
Персонаж «термінатор-охоронець» Cameron каже Джонові Коннору в серіалі «Термінатор: Хроніки Сари Коннор» (у епізоді «Мишоловка»), що висока питома вага [шасі] термінатора не дає їй можливості плавати. Проте, T-888 Cromartie (Крома́рті) демонструє у тому ж таки епізоді, що його серія може «вижити» (нормально функціонувати без втрати базових характеристик) після занурення у воду: Т-888 може пройти по дну водойми до наступного берега. Прототип термінатора Marcus Wright (Ма́ркус Райт) у фільмі «Термінатор: Спасіння прийде» показує своє уміння плавати, хоча його основа — така ж металева, як і в інших машин. У фільмі не пояснюється, як він це робить; очевидно його задумували як суперінфільтратора, який сам не розуміє своєї сутності, — а тому має бути абсолютно подібним до людини — аби він сам не запідозрив свою відмінність від людей. У будь-якому випадку — це унікальний прототип. Також плавав термінатор Т-1001 у епізоді «Особливий день, частина 2» серіалу «Термінатор: Хроніки Сари Коннор».
Термінатор Cameron має дуже розвинуту систему імітації людської психіки: вона уміє плакати (з виділенням сліз), дивуватися, іронізувати, жартувати (зокрема, вона підморгує Джонові, на ходу придумує каламбури), сумувати, ревнувати, боятися і переживати; вона має схильність до раціональної самопожертви — а також ряд інших рис. Причому, у багатьох випадках Cameron робить це підсвідомо, щиро (особливо тоді, коли її ніхто не бачить) — а не для мімікрії до живої людини. Також ця модель має живі яскраві візуально-емоційні спогади реальної дівчини, що була прототипом зовнішності кіборга (Елісон Янґ): робот ніяк не може мати цих спогадів (Cameron не бачила цього і емоційно не переживала цих подій), якщо тільки не було імплантації цих спогадів у чип робота якимось чином. Зважаючи, що фізична імплантація людського мозку чи його частини неможлива (після смерті мозку — у ньому немає свідомості, а термінатор Cameron у серіалі убиває-таки дівчину Елісон Янґ) — очевидно, термінатори здатні імплантувати (чи переписати) інформацію з мозку людини до свого процесора. Cameron у звичайних ситуаціях беземоційна. Однак, іноді її особистість ніби зливається із особистістю прототипу (чи еволюціонує до рівня людської психіки) — і ця кіборг стає дуже емоційною, її міміка і жести виглядають підсвідомими і «справжніми». На загал, Cameron виглядає геніальним і зворушливим тинейджером — із психікою, що іще не сформувалася цілком. Чи це є наслідком наперед визначеної програми, чи наслідком пошкодження процесора Cameron, чи, може, наслідком розвитку її власної особистості — поки що невідомо (серіал не має логічного закінчення, оскільки було знято лише два перших сезони).
Термінатори, з огляду на те, що вони є машинами, не можуть оцінити життя, і убивають — бо їх так запрограмовано; тобто вони лише виконують своє завдання. У епізоді 18 «Ускладнення» серіалу «Термінатор: Хроніки Сари Коннор» Cameron зазначає, що термінаторів не запрограмовано бути жорстокими. Термінаторів навчали тортурам люди, як наприклад, злочинець-інженер Чарльз Фішер — це показано у тому ж таки епізоді «Ускладнення».
Термінатори нездатні до «самотермінації»: у фільмі «Термінатор 2: Судний день» важко пошкоджений Термінатор так про це і каже, і просить Сару опустити його у розплавлену сталь (щоб його чип чи ендоскелет не було використано для створення «Skynet»). Невідомо, чи цей Т-850 наперед було запрограмовано запобігти потраплянню в руки розробникам «Skynet», чи це було рішення самого персонажа Шварценеґґера. Так само невідомо, чи Cameron було запрограмовано полювати на термінаторів у автономному режимі — однак вона постійно робить такі рейди без узгодження із Сарою чи Джоном.
Щоб запобігти можливому перепрограмуванню захоплених людьми термінаторів, як зазначено у епізоді 15 «Хоч Тауер високий, та падати швидко» серіалу «Термінатор: Хроніки Сари Коннор», «Skynet» почала оснащувати чипи фосфорним компонентом, який спалахує — коли він реагує із киснем.
Хоча термінатори і не можуть здійснити самогубство (самотермінацію), їхня програма не зупиняє їх від самопожертви, якщо це передбачає успішне виконання завдання. Так, у фільмі «Термінатор 3: Повстання машин» T-850 свідомо активує вибух свого паливного елемента, щоб знищити антагоніста (T-X «Термінатрикс»), і це спричинює знищення обох роботів. Очевидно, що кіборг керується лінійною логікою, тож такий вчинок не може однозначно розцінюватися як самотермінація: Термінатор (T-850) усвідомлює свою неминучу загибель, проте розцінює це як випадкові «супутні втрати» — адже ворога цілком знищено у ході виконання операції. Так само у всіх фільмах термінатори не ховаються від прямого вогню з вогнепальної зброї, коли вони виконують завдання — хоча влучання у роботів завдають дуже сильних пошкоджень як зовнішньому камуфляжеві, так і часткових пошкоджень внутрішнім механізмам і корпусу робота.

### Конструкція

#### ЦП

Процесор Термінатора (термінатора серії Т-800)

Центральний процесор (ЦП) термінатора — це штучна нейронна мережа на основі «надпровідника кімнатної температури», що має здібність до навчання і наділена штучним інтелектом. Штучний інтелект створено за подобою логічних принципів, які лежать у роботі головного мозку: і «Skynet», і кожен із термінаторів мають одну і ту ж матрицю для штучного інтелекту; усі серії і моделі роботів різняться лише потужністю процесора і базою даних інформації, вкладеної до пам'яті конкретної серії чи моделі.
Візуально (зовнішня архітектура) процесор є нейрокомп'ютером:  платою із мережею сегментів (можливо, трансп'ютерів). Немає інформації про те, де саме термінатор зберігає постійну (енергонезалежну) пам'ять, де міститься база даних інформації, операційна система комп'ютера чи її аналог — очевидно, усе це розміщується у самому процесорі (нейрокомп'ютері). Особливістю нейрокомп'ютера є те, що на відміну від відомого нам процесора, він не потребує постійного написання алгоритмів задач чи зовнішнього управління ними (іншими словами, програміст нейрокомп'ютера не пише програм): нейрокомп'ютеру потрібна корекція готових (чи самомодифікованих) алгоритмів, яка відбувається навчанням (у тому числі самонавчанням) операційної системи ро́бота. Процес чимось нагадує, приміром, відоме математикам лінійне програмування — коли не задається алгоритм, а йде коригування ваги (суттєвості, важливості) зв'язків, «правил поведінки» нейрокомп'ютера. Після такого навчання нейронна мережа може застосовувати отримані навички до вхідних умов (або, як кажуть, «сигналів») — подібно до того, як і ми застосовуємо свої знання для життя в навколишньому світі. Процесор, фактично, програмує сам робот: він створює чи модифікує існуючі алгоритми своєї операційної системи; це все віддалено нагадує процес навчання маленької дитини, коли вона вчиться пізнавати світ.
У картині «Термінатор 2: Судний день» Термінатор каже: «Чим більше контактів [він] має з людьми, тим більше [він їх, людей] вивчає». У «Спеціальному виданні» фільму, Термінатор каже так: «„Skynet“ установлює перемикачі для пам'яті у режим „Лише для читання“ тим термінаторам, яких вона відправляє в одиночну місію», аби запобігти тому, щоб машини «забагато думали». Сара і Джон активують здатність Термінатора навчатися, пересунувши перемикач на ЦП у режим «Читання-і-запису», після чого він став розумнішим і допитливішим, і почав намагатися не лише імітувати, а й зрозуміти людську поведінку. Це приводить, зокрема, до уживання ним упізнаваної фрази «Hasta la vista, baby» (ісп. «До побачення, крихітко!»). Через його фразу у кінці фільму: «Тепер я зрозумів, чому ви плачете, але я ніколи так не зможу», Сара у заключній закадровій оповіді міркує, що «Термінатор пізнав цінність людського життя».
Відомо, що термінатор під час навчання постійно оновлює дані і видаляє застарілу інформацію. Важко сказати, чи є у процесорі місце, яке не можна перепрограмовувати, адже сама архітектура нейрокомп'ютера відмінна від звичного для нас процесора. У випадку, коли у термінатора-охоронця Cameron стався збій роботи її нейропроцесора, вона почала виконувати старі директиви (а саме — полювати на Джона). У останньому епізоді («Народжений утікати») серіалу «Хроніки Сари Коннор» Cameron зізнається Джону, що здатна його вбити, проте «Не знає, зробить вона це, чи ні». Починаючи з моделей Т-850, термінатор здатний перезавантажуватися і відновлювати свою систему із останньої вдало збереженої конфігурації, при цьому не втрачаючи пам'яті про нещодавні події.

#### Основа (шасі або ходова частина)
Конструктивно термінатори можна поділити на 3 типи:
- Гуманоїдного типу з ендоскелетом
- Гуманоїдного типу цільнометалеві (спеціальний нано-сплав)
- Створені на основі транспортних чи пересувних засобів

Ендоскелети серій 600—800

Матеріалом для виготовлення ходової частини більшої частини термінаторів гуманоїдного типу (з ендоскелетом) на початку був титан (завдяки таким властивостям цього металу: міцність, твердість, антикорозійність, зварюваність, легкість, поширеність). У серіалі «Термінатор: Хроніки Сари Коннор» термінатор-охоронець Cameron зазначає, що новітні термінатори створюють із колтану (щоправда, не зазначають, чи це відомий мінерал, чи це якийсь новий сплав) з тієї причини, що колтан більш тугоплавкий і термостійкіший, аніж титан.
Як це видно із фільмів, термінатори здатні протистояти стандартній вогнепальній зброї 20-го століття, пробиватися через стіни неушкодженими і навіть витримувати ураження певного рівня вибухівкою. Повторювані влучання із рушниці (дробовика) здатні збити із ніг і навіть тимчасово відключити термінатора, у той час як часті влучання із автоматичної зброї здатні суттєво пошкодити зовнішній маскувальний покрив. У фільмі «Термінатор 2: Судний день» Термінатор каже, що він здатний функціонувати 120 років, поки не розрядяться його елементи живлення. У фіналі цього фільму елемент живлення Термінатора пошкоджено, і робот спромігся залучити альтернативне джерело живлення, описане у коментарі на DVD як система охолодження, яка вловлює термальну енергію із гарячого довкілля. У фільмі «Термінатор 3: Повстання машин» серію Т-850 живить два водневі елементи (hydrogen cells); коли один із елементів пошкоджено — Термінатор викидає цей елемент, і той вибухає із достатньою потужністю, щоб породити невеликий ядерний гриб. Той факт, що багато із термінаторів використовує ядерні елементи, підтверджується в четвертому фільмі серії — «Термінатор: Спасіння прийде».
Ендоскелет термінатора приводиться в дію потужною мережею електричних сервоприводів, наділяючи кіборга надлюдською силою. Приміром, у третьому фільмі («Термінатор 3: Повстання машин») персонаж Шварценеґґера зміг пробивати бетонну стіну, міг вести вогонь із кулемета «від стегна» однією рукою, тримаючи домовину Сари Коннор (із Джоном і купою важкого спорядження) на своєму плечі другою рукою. При цьому він не виказував жодних ускладнень при русі. У другому фільмі («Термінатор 2: Судний день») Термінатор стріляв із M134 Minigun калібру 7.62 мм і навіть не хитався від віддачі при веденні вогню. У перезапуску серії («Термінатор: Генезис») Термінатор зміг втримати шкільний автобус з Сарою і Кайлом, який падав з мосту Золоті ворота. У першому фільмі («Термінатор») у персонажа Шварценеґґера від кульового вогню по ньому відлітав органічний покрив. Те, що залишалося після цього, за словами Джеймса Кемерона було «хромований скелет, ніби сама Смерть, утілена в сталь». У пізніших фільмах серії «Термінатор» ми бачимо на екрані цілу армію крокуючих ендоскелетів, які йдуть в атаку й ведуть вогонь. Вони зовні схожі на того Термінатора-ендоскелета із найпершого фільму.
Хоча Кайл Риз у першому фільмі і заявив, що «кіборги не відчувають болю», у другій частині з'ясувалося, що вони здатні фіксувати пошкодження і, за словами Термінатора (серія Т-800 Модель CSM 101) із фільму «Термінатор 2: Судний день», «ці дані можна інтерпретувати як біль». У епізоді 17 «Містер Ферґюсон захворів» серіалу «Термінатор: Хроніки Сари Коннор» інший кіборг (Cameron) виявляє дискомфорт до певного підвищення температури довкілля — як це роблять люди. На відміну від людей, кіборги здатні витримувати чи відключати це «відчуття дискомфорту». У наступному епізоді (18-му) «Ускладнення» Cameron уточнює, що термінатори можуть оцінити фізичні відчуття, такі як вітер, що дме на волосся і крізь пальці ніг — і реагувати на них подібно до того, як людська психіка це робить.

#### Органи чуттів

HUD Термінатора (термінатора серії Т-800)

Під «органами чуттів» розуміємо сенсори і інші додаткові засоби збору і накопичення інформації про довкілля. У різних моделей різні сенсорні системи: це пояснюється як рівнем розвитку самої серії термінаторів, так і призначенням моделі конкретної серії. Скажімо, у перший серій Т-1 сенсорні системи були примітивні, збирали інформацію у інфрачервоному спектрі і передавали безпосередньо на процесор. У літаючих моделей і мототермінаторів, які потребували дуже швидкого прийняття рішень (зокрема, для оцінки перепон на шляху), сенсорна система бінокулярна і інформація на процесор проходить лише через фільтр із одного/кількох співпроцесорів, що відсікають усю другорядну інформацію. Хоча, з одного боку, це передбачає уповільнення у процесі прийняття рішень; проте співпроцесори відсікають великий масив інформаційного «сміття», тому головний процесор завантажується більше прийняттям рішень, а не аналізом інформації. У всіх бойових систем є розвинуті системи націлювання: від звичайних теплових (у базових серій термінаторів і тих, що носять на борту ракети), — до складних систем балістичного розрахунку траєкторії ведення вогню і оцінки тактичної ситуації на полі бою (зазвичай, ці системи використовують додатковий сенсорний масив і окремий співпроцесор). Термінатори збирають візуальну і звукову інформації за допомогою окремих своїх сенсорів. Деякі розвідники і термінатори останніх моделей збирають тактильну інформацію (наприклад, Т-800 говорить: «Я відчуваю пошкодження. Мабуть, це можна інтерпретувати як біль»), запахи і можуть проводити хімічний аналіз речовини (спеціальними сенсорами).
Т-800, приміром, своїми оптичними сенсорами може відчувати розширений діапазон видимих частот, включаючи інфрачервоний спектр (який може дозволити йому побачити нагріті тіла в повній темряві). Ця інформація буде відображатися на його 40 кілобітному цифровому дисплеї. На «очах» у Т-800 стоять стійкі до струсу лінзи, самі зорові сенсори здатні переміщатися незалежно одне від одного. При використанні обох «очей» для відстеження двох різних цілей, що рухаються в різних напрямках, — глибина картинки і фокус створюється штучно, шляхом створення комп'ютерних ghost-зображень під кутом до реального зображення (на процесор передається одночасно дві картинки про відстеження обох цілей). Т-800 здатний відстежувати ціль у русі, працювати у режимі візуального пошуку, режимі ідентифікації обличчя і розпізнавання об'єктів за аналогією; робот має надзвичайний спектр покращених відеоопцій, включаючи функцію наближення (Т-800 має 15-тикратний Zoom), має функцію аналізу руху і розрахунку траєкторії руху, функцію «нічного бачення» і ряд інших.
Розвідники і командні одиниці мають дуже чутливу і потужну сенсорну системи і систему зв'язку. Дуже часто ці машини працюють у симбіозі і налаштовані на підтримання стійкої комунікації одне із одним. Т-Х здатна користуватися базами даних інших термінаторів — і на основі цих даних вона створює карту поля бою. Усі бойові системи оцінюють довкілля у інфрачервоному спектрі. Мисливці на термінаторів (серії Т-900, Т-Х) використовують різні режими сканування (термінатор-ціль може не виділяти тепла). Сенсорні системи термінаторів-інфільтраторів Marcus Wright (Маркус Райт) і Cameron збирають і аналізують інформацію у кольоровому режимі, причому Маркус Райт не має HUD узагалі (HUD у фільмах циклу реалізовано як «зображення, що його бачить робот»); а Cameron може відключати свій повнокольоровий HUD (особливо, коли вона здійснює інфільтрацію — для якнайкращого маскування).
Термінатори Т-1000 сприймають візуальну, звукові і хімічну інформацією усією своєю поверхнею, однак і в фільмі «Термінатор 3: Повстання машин» і в серіалі «Термінатор: Хроніки Сари Коннор» термінатори серії 1000 (у режимі «камуфляжу», тобто в образі заміщуваного ними об'єкта) для збору інформації водять головою по сторонам для того, щоб зображення потрапило їм у очі; повертають (нахиляють чи піднімають) обличчя до співрозмовника, навіть якщо мімікрія до людини уже не має сенсу. Важко сказати, чи це викликано необхідністю розуміння глядачем того, що зображає актор, чи конструктивною особливістю «рідких термінаторів» у режимі «інфільтрації» (коли вони зображають людину): можливо, молекули в тілі у цьому режимі функціонально спеціалізуються на виконання конкретних завдань. Усе-одно, хімічний аналіз «рідкі» термінатори здатні проводити на дотик.
Термінатор Cameron (найдосконаліший інфільтратор, що нам відомий) має здатність аналізувати інформацію про довкілля у всій її повноті, як це властиво людині: відчувати порух вітру пальцями ніг, тепло, дотик тощо. Замість болю вона виказує легкий дискомфорт (наприклад, коли Джон розрізає їй живу тканину).

#### Озброєння
Термінатори використовували увесь спектр доступного їм озброєння, роблячи наголос на передові досягнення у галузі дослідження плазми: плазмова зброя вражала практично будь-яку броню і її потужність залежала лише від ємності джерела живлення термінатора (іншими словами — була теоретично безкінечною). Усе ж таки, ця зброя була дуже енергоємною і дуже нагрівалася — тому практично уся плазмова зброя, окрім стаціонарної, була пульсовою. Окрім новітньої плазмової зброї, починаючи із найперших наземних Мисливців-Убивць (МУ), термінатори активно використовували людську зброю: кулемети Ґатлінґа, самонавідні ракети, гранатомети, автоматичні штурмові гвинтівки — і просто грубу фізичну силу.
Зброю термінаторів можна розподілити на дві частини: бортова і ручна. Усі негуманоїдні МУ використовують бортову зброю: вона знаходиться на пілонах або рухомих турелях; дуже рідко зброю закріплено нерухомо. Залежно від розміру МУ і потужності реактора (джерела живлення) — відрізняється і потужність зброї: у крупних МУ це, як правило, важка плазмова гармата або кілька далекобійних плазмових рушниць у турелях. У дрібних — це плазмова рушниця або легка плазмова гармата, рідше — вогнепальна зброя кінетичної дії (людська зброя кінця ХХ ст.). Усі без винятку гуманоїдні термінатори мають маніпулятори-руки, тому вони використовують зовнішню (ручну) зброю: як власну штатну, так і захоплену у ворога. Мисливці на термінаторів (серії Т-Х і Т-Infinity) мають великий арсенал вбудованої зброї, що трансформується із комплементарних компонентів (міститься в руках), що створює їм перевагу над будь-яким супротивником і надає великої тактичної гнучкості на полі бою. Т-Х, до того ж, може «вприскувати» нанороботів у нейромережі інших роботів (чи просто комп'ютерів); також ці «мисливці на термінаторів» здатні перепрограмовувати процесори інших термінаторів.

Шасі термінатора із плазмовою гвинтівкою Westinghouse М-27

У фільмах було представлено кілька цікавих реалістичних зразків зброї:
- Ізотопна зброя (плазмова зброя на один постріл) — зброя, яку створено «Інженером», котрий прибув у 1963-й рік і залишив частини цієї зброї у різних сейфах банку «Security Trust» у Лос-Анджелесі. Цю зброю було створено повстанцями для Сари і Джона Коннорів, аби вони могли захиститися від нападу термінаторів у наш час у пілотному епізоді телесеріалу «Термінатор: Хроніки Сари Коннор» (нею мала скористатися Cameron, проте передала Сарі, поки сама кіборг активувала Пристрій переміщення у часі)[32]. Очевидно, це ранні розробки «Skynet», бо в людей у майбутньому не було можливості створити бодай один повноцінний дослідницький комплекс.
- RBS-80 General Dynamics Phased Plasma Pulse Gun — імпульсна плазмова гармата була важкою плазмовою зброєю; нею користуються термінатори класу Т-700 і вище для ведення вогню «від стегна». Коли її використовують бійці Руху опору, то зазвичай встановлюють на транспортний засіб або використовують як стаціонарної турелі. Термінатори, будучи значно сильнішими, ніж люди, могли піднімати і носити зброю з легкістю (за винятком Т-600, які мали не таке потужне шасі).
- Westinghouse М-27 Phased Plasma Pulse Rifle — це плазмова гвинтівка виробництва Westinghouse Electric Company («Вестинґга́уз Еле́ктрик Ко́мнані»), яку широко використовували гуманоїдні термінатори у «війні майбутнього». Вона має схему компонування буллпап і використовує плазмову технологію потужністю в 40 Вт.
- Westinghouse Model M105A-1 — фазова плазмова гвинтівка (для ведення бою на далеких дистанціях, аналог людської снайперської зброї), проєктує вузький концентрований пучок плазми на великій швидкості.
- Westinghouse Model M105C-2 — швидкострільна пульсова плазмова гармата потужністю 500 кВт із темпом стрільби 600 пострілів за хвилину. Розміщували на МУ-танках, МУ-«Центуріоні» і Летючих МУ. Як правило, оснащувалася додатковими мініреакторами, які забезпечували гармату практично безкінечним боєзапасом. Застосовувалась, у першу чергу, як зброя проти транспортних засобів.
- FN F2000 — це автоматична штурмова гвинтівка системи буллпап калібру 5,56 мм, розроблена на рубежі 21-го століття бельгійським виробником озброєння «Fabrique Nationale» (FN) із муніципалітету Herstal. F2000 дебютувала в березні 2001 року на виставці IDEX в Абу-Дабі в Об'єднаних Арабських Еміратах. На час створення «Термінатор 3: Повстання машин» і «Термінатор: Спасіння прийде» — зброя нового покоління для спецназу. У останньому фільмі гвинтівкою F2000 оснащено застарілі моделі Т-600.
- M134 «Мініґа́н» (англ. M134 Minigun) — багатоствольний кулемет, побудований за схемою Ґатлінґа. Мініґан вироблено фірмою «General Electric Company». В основному розміщено на Т-1, МУ-танках ранніх модифікацій, а також оснащено застарілі серії Т-600.

### Зовнішнє покриття
Зовнішнє покриття — це шар камуфляжу або броні, який покриває ендоскелет і внутрішні агрегати робота.

#### Гуманоїдні роботи
Гуманоїдні роботи мають зовнішнє покриття металевого ендоскелету як камуфляж для успішного мімікрування серед людей. Лише воїни, яких «Skynet» кидала в атаку на людей як звичайних солдат, не мали додаткового зовнішнього покриття. Усі решта кіборгів (принаймні до нанесення пошкоджень) мали цілісний покрив, який максимально імітує зовнішність людини. Зовнішнє покриття було кількох видів. Розглянемо їх.

##### Органічне покриття
Покриття, подібне до шкіри, яке використовують на більшості гуманоїдних термінаторів у фільмах циклу «Термінатор», має подібні властивості до справжньої людської м'язової тканини і дерми (з епідермісом), що дає можливість цьому покриву потіти (імітує газообмін і реалістичний запах тіла). Плоть термінаторів із органічним зовнішнім покривом містить майже 100%-ну кров. Коли зовнішній покрив пошкоджено — термінатор дуже слабко кровоточить: ніколи не було показано, щоб у кіборга була рясна втрата крові, навіть із масивних розривів і після десятків вогнепальних поранень. У фільмах ніколи не вказано, яким чином влаштовано кровоносну систему кіборга, ані сказано нічого про те, які біологічні процеси відбуваються у органічному покриві для підтримки плоті, що охоплює ендоскелет.
Джеймс Кемерон у своєму «Трактуванні» («Treatment») говорить таке: «кіборг має їсти і дихати, щоб підтримувати шкіру живою, хоча набагато менше, ніж ми із вами [людина використовує їжу й кисень для підтримання функціональності усього організму, особливо для роботи мозку. Термінатору ж потрібно лише підтримувати у кондиції органічний покрив]… і є крихітні серця і деякі внутрішні органи — розміром із курчачі — що знаходяться у спеціальних відсіках». Тож, припускаємо, що більшість гуманоїдних термінаторів можуть споживати їжу. Так, кіборг-охоронець Cameron їсть чипси у пілотному епізоді серіалу «Термінатор: Хроніки Сари Коннор», а ще пізніше їсть млинець. Щоправда, показано, що і «рідкометалевий» робот T-1001 має таку здібність, — проте очевидно, що вона (персонаж Кетрін Вівер із другого сезону «Хронік Сари Коннор») робить це з метою мімікрії своєї поведінки до людської, адже Т-1001 не є кіборгом (у неї немає живих тканин, що потребують підживлення). Кіборги системи T-888, імовірно, можуть споживати їжу (враховуючи здатність моделі Vick Chamberlain [Вік Чемберлен] для підтримки людиноподібного покриву протягом багатьох років перебувати у шлюбі з жінкою [включаючи усі фізіологічні виділення]). Органічний покрив було розроблено для серії Т-800, і це була на той час унікальна риса термінатора. У першому фільмі Кайл Риз говорить, що кіборги серії Т-600 були покриті гумовою шкірою, котра набувала жовтого і зеленого відтінків (і погано заглушувала роботу сервоприводів ендоскелета, що супроводжувалася характерним «механічним» шумом) — тож сонячного дня їх легко було помітити здалеку.

Рештки органічного покриву (модель CSM 101)

Стосовно «крові» у серіалі вказано, що вона майже ідентична людській, проте в ній відсутні еритроцити — їх заміняють штучні носії кисню; термінатору не потрібний кістковий мозок, який є надзвичайно складним для штучного відтворення компонентом тіла. Плоть термінатора самозцілюється, і відбувається це набагато швидше, аніж у людини відновлюються тканини. Про фактичну швидкість регенерації органічного покриву можна судити із того, що термінатор ніколи не носить синців чи гематом навіть від кульових чи вогневих ушкоджень. Однак, плоть термінатора може загинути, якщо пошкодження покриву суттєві (якщо гинуть внутрішні органи), і з цього моменту зовнішній покрив починає набувати воскового вигляду, трупного блідого відтінку і починає розкладатися і смердіти. Цей процес ми спостерігали у пізніших сценах першого фільму «Термінатор»: там пошкоджена шкіра персонажа Шварценеґґера, що переховувався у мотелі, приваблює мух — а прибиральник мотелю питає робота, «чи не здохла там [у Термінатора у номері] кішка», бо звідти смердить запахом мертвої тварини. Більш досконалий органічний покрив серії T-888 виявляється позбавленим ефекту старіння чи загибелі, як це показано у епізоді 11: «Людина, що сама себе створила» серіалу «Термінатор: Хроніки Сари Коннор», де T-888 (модель Myron Stark [Майрон Старк]) був здатний підтримувати органічний покрив протягом 80 років, перебуваючи у «сплячому режимі»; проте жодних пояснень у фільмі не додається. Рвані рани органічної плоті термінатора може бути відновлено; Термінатор T-800 і Сара Коннор зашивають рани одне одному у другій картині серії фільмі «Термінатор 2: Судний день», а кіборг-охоронець Cameron і запечатує свої рани степлером у епізоді 10: «Самсон і Даліла» «Хронік Сари Коннор».
Серія T-888 (на прикладі моделі Cromartie) здатна нарощувати на ендоскелет нове органічне покриття, використовуючи якусь нову технологію (станом на 2007-й рік) під наглядом лікарів-генетиків і використовуючи кров, власні знання технологій і хімічної формули з майбутнього. Ендоскелет Кромарті занурюється у ванну з розчином і через певний час виринає звідти із нарощеною органічною оболонкою. Після цього Т-888 користується послугами пластичного хірурга для виправлення результату. Також виявляється, що органічне покриття кіборгів цієї серії здатне вживляти в себе певні частини органічного матеріалу людей (Кромарті забирає очі в своєї жертви), якось обходячи реакцію відторгнення трансплантанта завдяки невідомими біологічним процесам у органічному покритті кіборга.
У фільмі було показано, що покриття термінатора відтворюють(можливо, клонують) за однаковою схемою, породжуючи багато копій одного і того ж біологічного прототипу для різних варіацій серії. Найвідомішим різновидом покриття є той, що носили кілька T-800/850 моделі CSM101, яких зображав Арнольд Шварценеґґер, а також Т-888, представленої моделлю Vick Chamberlain. Кіборги відтворюють свою зовнішність відповідно до зразків, що їх закладено у пам'ять роботів у місцях їх виробництва, або самі вибирають собі зовнішність. У деяких термінаторів зовнішній покрив від початку запрограмований копіювати зовнішність своїх мішеней, яких вони збираються убити або замістити. Три таких приклади знаходимо у «Хроніках Сари Коннор»: епізод 11 «Автоматика для людей» (Карл Ґрінвей), епізод 16: «Брати Наблуса» (Джеймс Елліот) і модель Cameron у епізоді 13: «Еллісон із Палмдейла» (персонаж Еллісон Янґ).

##### Рідкометалічне покриття

Покриття із міметичного полі-сплаву
(Термінатор Т-1000)

Ро́боти серії Т-1000, Т-1001, T-X і Т-1000000 (T-Meg) не є кіборгами, оскільки не використовують живих частин. Ці роботи використовують «рідкометалічний» міметичний полі-сплав, який дозволяє машинам швидко перетворюватися, щоб досягати майже перфектної мімікрії, а також миттєво відновлювати пошкодження. Кожна молекула такого сплаву — це окремий наноробот, що перебуває у симбіозі із рештою нанороботів і разом складають єдину систему.
Термінатори серії Т-1000 і T-1001 не мають ендоскелета і цілком складаються із міметичного полі-сплаву; вони можуть швидко «зріджуватися» (процес розриву стійкого зв'язку між нанороботами) і набувати різних форм у різні чудернацькі способи, включаючи протікання через вузькі отвори, перетворення («морф») руки в тверді металеві форми або в холодну зброю, проходити через тюремні ґрати; можуть сплющуватися і розтікатися по площині, щоб сховатися чи влаштувати засідку на ворога. Ці роботи також можуть «видавити» із себе невеликі, прості елементи (наприклад, сонцезахисні окуляри). Вони можуть змінювати свій колір і текстуру, щоб імітувати плоть, одяг, волосся — чи інші неметалеві матеріали. Вони ефективно несприйнятливі до механічних пошкоджень — таких навіть, як розчленування, пробиття кулями або враження із застосуванням вибухових пристроїв. Рани «закриваються» практично одразу, а відірвані частини просто «втікають» назад у тіло термінатора. Низькі температури можуть викликати замерзання молекул рідкого металу, що знижує їхню здатність рухатися і унеможливлюють сплавові змінювати вигляд.
Заморожування приводить до подальшого сильного негативного впливу на здатність молекул сплаву рухатися. У версії фільму «Terminator 2 — Розширена версія» є додаткові сцени, які показують, що Т-1000 частково втрачає контроль над здатністю змінювати форму після відновлення від замороженого стану — унаслідок впливу рідкого азоту. Одна з рук Т-1000 прилипає до перил, а ноги при ходінні ненавмисно переймають текстуру підлоги. 

Вплив високих температур погіршує здатність кіборга підтримувати маскування. А дуже високі температури, такі як температури плавлення сталі, здатні порушити цілісність молекулярної структури сплаву, повністю руйнуючи його.
Немає жодного натяку на те, де у цих кіборгів розміщено центральний процесор, чи де розміщено механізми зчитування сенсорної інформації: приміром, мікрофони для слухання, динаміки для мовлення (чи відтворення інших звуків) чи камери для бачення — враховуючи, що термінатори є цілком рідкими. Насправді, враховуючи той факт, що кожна молекула сплаву є готовим самостійним нанороботом, а також враховуючи той факт, що складна хімічна структура мікропроцесора не передбачає замінності металом (наприклад, сплав виконує функції кожної запчастини робота зокрема), — можемо вважати, що симбіоз молекул-нанороботів заміняє кожну окрему функцію складових інших роботів.
Модель Т-1000000 поки що не представлено у серії художніх фільмів і телесеріалі. Натомість, вона є у атракціоні «Т-2: Битва крізь час». Гігантський робот-павук також повністю складається із «рідкометалевого сплаву».
Модель T-X (Термінатрикс) використовує міметичний полі-сплав, який надає імітаційних здібностей гуманоїдній формі ендоскелету, що вона його покриває. Ендоскелет, покритий «рідкометалевим» покривом, сполучає переваги обох типів роботів, дозволяючи Термінатрикс успішно протидіяти усім типам роботів попередніх серій і бути успішним «мисливцем на роботів».

#### Інші види бойових роботів
Як показано у серії епізодів про «майбутню війну», «Skynet» використовує чимало моделей роботів-термінаторів, які не покликані імітувати зовнішність людей, навіть під час безпосереднього контакту з людьми. Звичайні мисливці-убивці (МУ) не мають ендоскелета; гуманоїдні МУ мають схожий (до серії Т-600) або ідентичний ендоскелет (Т-600 і вище) і бойові характеристики із інфільтраторами, проте ці роботи не є кіборгами і не мають живої плоті як складової. Натомість «Skynet» використовує їх як звичайну піхоту.
Негуманоїдні різновиди МУ є або анімістичними (твариноподібними) роботами, або роботизованими версіями транспортних засобів, побудованих за приблизно однаковими технологіями, що й описані нами термінатори. Перші три картини серії фільмів «Термінатор» показують нам літаючі бойові машини (МУ-надземники або Летючі МУ), гідроботів одного типу (МУ-плавучий підводний), протичовновий робокомплекс «Кракен» і наземні бойові одиниці (тактичні гусеничні МУ і МУ-танки). У фільмі «Термінатор: Спасіння прийде» також бачимо озброєні мотоцикли (мототермінатори), велетенські повітряні транспортні засоби «Летючий транспортник», масивного «Женця» (Harvester walker) і маленькі розвідувальні безпілотники; у інших джерелах знаходимо велике різноманіття інших термінаторів із дизайном і за функціями.
Усі описані термінатори створені не мати камуфляжу, їхнє зовнішнє покриття або зі сплаву, або з композита (у фільмах не уточнюється), і носить функції броні.

## Розвиток термінаторів
Відповідно до фільмів, термінаторів створено комп'ютерною системою зі штучним інтелектом «Skynet», щоб цілком знищити людство. Усі серії (і моделі) термінаторів спеціалізовано для певних потреб. Деякі моделі створено абсолютно схожими на людей, аби вони могли інфільтруватися до людських баз. Саму «Skynet» («Ска́йнет», букв. «Небесні тенета») розробила фірма «Cyberdyne Systems» («Са́йбердайн Си́стемз») для Стратегічного командування ВПС США (SAC) як складової Аерокосмічного Оборонного Командування Північної Америки. Це була оборонна ініціатива з метою захисту від можливого ядерного удару по США. «Skynet» мала централізовано управляти обороною повітряного простору, замінивши неефективне з точки зору прийняття рішень управління людей. Починаючи із перших двох фільмів, ми з'ясовуємо, що бойових роботів створено уже після війни між людьми й машинами. У альтернативній реальності (фільм «Термінатор 3: Повстання машин»), яка виникла після знищення компанії «Cyberdyne Systems», термінаторів створюють уже на підрозділі «Cyber Research Systems» (англ. «Кібернетичні дослідницькі системи») Військово-повітряних сил США безпосередньо перед Судним днем, щоб замінити солдатів на полі бою: було розроблено кілька зразків серії Т-1 і випробовували прототип літаючого МУ (HK-Aerial). Чи було виготовлено прототип Т-800 моделі 101, чи тільки був намір її виготовити (історія головного майстер-сержанта Кенді) — невідомо.

### Негуманоїдні серії
Першими і основними серіями до кінця війни були негуманоїдні роботи, яких «термінаторами» називаємо лише за традицією. Це або озброєні транспортні засоби — або аніморфні (подібні до різних живих істот) термінатори. Не відомо жодного термінатора, який би використовував колісне шасі автомобіля. Натомість «Skynet» використовувала бази даних людей про природу і про тварин з метою скопіювати досконалі самопересувні системи живого світу для тих випадків — коли гусенично-колісна або літаюча тяга виявлялася неефективною. Негуманоїдні серії наділені штучним інтелектом різною мірою — від найпростіших базових функцій (Т-1) до повноцінного штучного інтелекту, рівнозначного Т-888 («Лютововк»).

#### Наземна техніка
Наземна техніка є основним класом термінаторів, їх було випущено найбільшу кількість. Виконували усі функції: від небойової (ремонтної, розвідувальної, а також постачання боєприпасів) до ведення бойових дій (основних: як правило, це безхитрісна лінійна тактика), рейдів (включаючи захоплення бранців) і інфільтрації (напади на каравани, проникнення в бази тощо).
Розвиток наземних негуманоїдних роботів можна представити так: 
Транспортні засоби (Т-1 і його модифікації, МУ-Танки, Мототермінатори) → Аніморфні термінатори (Сегментники, Павукоподібні, Зооморфи).
Прим.: Окремо слід говорити про робота МУ-Жнець.

##### Перші серії термінаторів
Термінатори Серії-1, також відомі як Т-1, були першим класом роботів, виробленим корпорацією «Cyber Research Systems» («Са́йбер Ресе́рч Си́стемз»). Розроблені для ведення інтенсивних бойових дій, роботи Серії 1 були призначені для знищення живої сили супротивника за допомогою свого бортового озброєння. Відомо, що до 2018 року Т-1 усе ще використовували. «Скайнет» модернізувала Т-1, надавши корпусу машини більш приземлену форму, збільшивши бронювання і вдосконаливши сенсорне оснащення. В основному, ці машини використовували для охорони важливих об'єктів і бранців; а на полі бою їх застосовували обмежено, від безвиході.
Дизайн МУ-Танка (англ. Hunter Killer Tank — «Танк—Мисливець-Убивця») був розвитком дизайну Т-1. МУ-танки — гігантські автономні танки, які пересувалися на гусеничній тязі. Під час війни людей і машин створено багато різних моделей МУ-танків з різним озброєнням. Найвідоміші версії — МУ-танки з одиничними і здвоєними плазмовими гарматами по обидва боки корпуса. Їх створювали із того ж матеріалу, що Т-1 і літаючі МУ.
Мототермінатор — це синтез ро́бота-термінатора з ходовою частиною мотоцикла. Мототермінатор наздоганяє будь-які рухомі цілі, у тому числі швидкі транспортні засоби. Обабіч мототермінатора (на бокових частинах шасі) містяться пілони, на яких встановлено плазмові гармати, що в неактивному режимі ховаються під корпус. Цей робот базується на ногах велетенського термінатора серії МУ-«Жнець» і працює з ним у тандемі. У режимі вільного патрулювання мототермінатор автономно здійснює пошук цілей, тримаючи під контролем автостради. Розвитком серії Мототермінатор став Сніговик (Snowminator) — серія роботів, яка, фактично, є «зимовою» версією мототермінатора, що базується на шасі снігохода.

##### Аніморфні термінатори
Шасі аніморфних термінаторів значною мірою копіюють схему рухово-опорного апарату деяких живих організмів: комах, плазунів і навіть ссавців. Серед типів аніморфних термінаторів вирізняємо Сегментні, Павукоподібні, Зооморфні і деякі інші серії термінаторів.

Наземні термінатори:
Т-1 (1); МУ-Танк (2); Мототермінатор (3); Тетрапод (4); МУ-Центуріон (5); БК-Жатка (6); Гідробот (7); МУ-Жнець (8)

Сегментні термінатори — це, головним чином, термінатори-плазуни, яких «Skynet» вигадала для пересування через завали, у тунелях і під землею. До цієї групи відносимо серію МУ-Сильверфіш (HK-Silverfish, англ. букв. «Лусківниця») і серію Сайдвіндер (Sidewinder, англ. «гримуча змія»), — які було сконструйовано для ведення розвідки (особливо у піщаних ґрунтах) і непомітного проникнення у людські помешкання. Серію Гідроботів створено за тим же принципом сегментного рухового апарату — проте завданням цих роботів було патрулювання прибережної зони водоймищ. Сегментники є досить пізньою розробкою «Skynet». Про Гідроботів відомо, що їх виробництво розпочали з 2018 року; про МУ-Сильверфіш є інформація, що їх планували показати у початковій битві фільму «Термінатор 2: Судний день» (2029 р.).
Павукоподібні — це роботи T-7T тетрапод (також відомий як «Павук», рання розробка це рання розробка «Skynet», що до 2016-го року була основною бойовою одиницею термінаторів); це Спайдербот (Spiderbot, англ. букв. «Павук-розвідник») — і МУ серії 12 моделі 453 типу 900, також відомий як Мисливець-Убивця Центуріон (HK-Centurion), найбільший робот із серії «ходунів» і найдорожчий у виготовленні. Його штучний інтелект перевершує будь-який інший у негуманоїдних серіях роботів. Ця машина була здатна діяти як командир на полі бою: контролювати і організовувати інші МУ-одиниці в бою. Про дату випуску першого прототипа МУ-Центуріон нічого не відомо. До 2029-го року виробничого комплексу у Шаєнських горах, було випущено понад 5000 одиниць МУ-Центуріон.
Група Зооморфних термінаторів включає три серії машин: Т-300 (Raptor), (англ. «Ящер»), і його модифікацію БК-Жатка (FK-Reaper, англ. «Жатка»); МУ-Розвідник 1200 (HK 1200 Scout) і серію Лютововк (Dire Wolf). Т-300 (Ящер) — створений за подобою велоцераптора. Модифікація БК-Жатка має додаткові маніпулятори-руки, на яких установлено бортову зброю. Про Т-300 відомо мало, найімовірніше, що це відгалуження після 2004-го року від гілки гуманоїдних роботів, судячи із його номенклатури. Прототип цієї машини в Русі опору називали «Бігун» за те, що на рівній місцевості він міг розганятися до 150 км/год. Прізвисько ж «Ящер» — зумовлене специфікою ходової частини робота, і відповідної бойової тактики Т-300: він не вів вогню здалеку, а накидався на людину, як снаряд із катапульти — і просто розривав її ногами або таранив своїм 750-кілограмовим корпусом (просто розмазував по стінах). БК-Жатка ж є досить пізньою модифікацією свого попередника і бачимо ми її лише в альтернативному майбутньому 2032-го року (відеогра «Термінатор 3: Спокута»). МУ-Розвідник 1200 і Лютововк — це собакоподібні роботи. Перший призначений вести розвідку у парі з Летючим командним центром чи МУ-Центуріон, а також полювати на людей; має примітивний штучний інтелект. Це дуже рання розробка 2000-х років, про неї ми дізнає́мося, головним чином, із коміксів видавництв «NOW Comics» і «Dark Horse Comics». Другий — високотехнологічна самосвідома машина, спеціалізована полювати на термінаторів, у першу чергу гуманоїдних. Це пізня розробка (уже перед кінцем війни 2032 року), один із найпотужніших і найспритніших роботів.
МУ-Жнець (англ. Harvester) — це великий двоногий Мисливець-Убивця негуманоїдного типу, який «Skynet» виробляла до 2018 року. МУ-Женця виконано у вигляді величезного броньованого робота-термінатора, який пересувається на двох кінцівках-маніпуляторах (ногах); він має чотири (два великих і два малих) рукоподібних маніпулятора, призначених для захоплення органічного матеріалу. Його основною функцією є захоплювати людей для подальшої доставки в центри кіборгізації для вивчення, дослідження вигляду людей, лабораторних випробувань на стовбурових клітинах, переробки людських тканин і виготовлення роботів з органічним покриттям. Це дослідження на людях призвели до створення серії Т-800 (Термінатор).

#### Авіація

Літаючі термінатори МУ:
Т-1 (аеро) (1); Летючий МУ (2); Транспортник (3); Літун-Убивця (Хижак) (4); МУ-Бомбардувальник (5); МУ-Авіаносець (6)

Повітряний флот «Skynet» складався із багатьох серій машин. Усі ці летючі МУ (HK-Aerial) — це автономні бойові роботи. Основне завдання Летючих МУ — пошук і знищення людей, штурмова підтримка наземних МУ; другорядне — боротьба із повітряними силами Руху опору і транспортування більш дрібних машин або людей. У цілому, дизайн усіх Літаючих термінаторів однотипний: усі вони є розвитком прототипу Т-1 (аеро): МУ-Розвідник (HK-Drone) — це серійний Т-1 із трохи вдосконаленою системою озброєння. Т-1 (аеро) і Летючий МУ (HK-Aerial), по-суті, є одним і тим же апаратом, бо відрізняються, головним чином, розмірами і озброєнням: Летючий МУ — велетенська бойова літаюча машина багатоцільового призначення (головним чином — штурмовик) із ядерним реактором на борту і потужною плазмовою зброєю. Літун-Убивця трохи відмінний за Т-1 (аеро): удвічі більший, має ядерний мініреактор, а не паливний елемент і краще озброєння. МУ- Бомбардувальник — розміром як Летючий МУ, але має 4 двигуни; він важкоозброєний, добре броньований (відповідно, у нього трохи змінений дизайн для перевезення великого вантажу) і несе як плазмове, так і бомбове навантаження, бо призначається для штурму наземних укріпрайонів. Серед спецваріантів виділяється «етапний транспорт» — Транспортник (неозброєний) і МУ-Транспорт (HK-Transport) тієї ж конструкції, проте добре броньований і оснащений плазмовими турелями (застосовували для перевезення термінаторів під час десантних операцій). Відомі також такі серії: МУ-Командний центр і МУ-Сміттяр (HK Raker) і МУ-Захоплювач (Flencer).
Розвиток авіації термінаторів можна представити схемою:

Т-1 (аеро) (HK-Drone) → Летючий МУ (HK-Aerial) → Літун-Убивця (FK, Flyer Killer або Хижак) → Мінімисливець (серія 1200) → Аеростат-розвідник → Летючий транспортник → МУ-Бомбардувальник→ МУ-Авіаносець (HK Carrier)→ МУ-ракетник (HK-Airstrike)
Прим.: Окремо розглядаємо серії МУ-Командний центр і МУ-Сміттяр (HK Raker) і МУ-Захоплювач (Flencer). Їхня еволюція — відкрите питання

#### Флот
Окрім згаданої серії Гідроботів, які патрулюють лише річки і прибережну морську зону, до морського флоту «Skynet» відносимо Кракена (великий підводний протичовновий корабель) і серію ASW Bots (Протичовнові Підводні роботи). Обидві серії з'являються щонайраніше 2027 року.

### Гуманоїдні роботи
Гуманоїдними термінаторами є андроїди, розроблені з ендоскелетом, який схожий на скелет людини за зовнішнім виглядом і функціями, має такі ж ступені вільності. Пізніше «Skynet» почала вивчати будову людського тіла, щоб створити таємних агентів: машини, які виглядають і поводяться, як реальні люди зі справжньою шкірою, волоссям і подібними до людей властивостями — щоб вони могли проникнути до лав Руху опору.

#### Перші серії

Гуманоїдні термінатори:
Т-400 (1); Т-500 (2); Т-600 (3); Т-700 (4); Т-800 (5); Маркус Райт (6); Т-900 (7); Т-Х (8)

Серію Т-70 започатковано з 2004-го року як автономну піхотну одиницю. Виробництво своїх перших антропоморфних Мисливців-Убивць «Skynet» почав з розробки Т-200 2016-го року; проте випробування, проведені з цією моделлю, мали катастрофічний результат. Слабка броня, низька якість і недосконала конструкція Т-200 призвели до майже цілковитого знищення цієї серії із 14,5 тисяч машин уже на 2017 рік. Єдиними перевагами антропоморфного дизайну, які «Skynet» виніс з використання Т-200, були: мобільність, здатність переслідувати ціль, помірна здатність до інфільтрації, і здатність використовувати зброю та обладнання Руху опору. Цю серію було створено для того, щоб дати «Skynet» необхідний час для розробки більш досконалих машин. Гіпер-сплав було створено пізніше, тому Т-200 було оснащено примітивною бронею з керамічних і композитних матеріалів і «одягнуто» у протикульовий одяг. Усе це надавало машині «халамидницького», «обірваного» вигляду, тому в Русі опору до Т-200 приліпилося прізвисько Опудало.
Зростання рівня ефективності і організованості дій сил Руху опору, а також уміле використання людьми особливостей місцевості для влаштування засад і пасток, а ще використання завалів і підземних баз як укріплених районів (і що головніше — захоплення повстанцями великої кількості новітньої плазмової зброї, у тому числі важкої) — усе це спонукало «Skynet» до найновіших досліджень із метою не просто використовувати механіку людського організму у проєктуванні ходових частин нових машин, а й створити бойові механізми для проведення нелінійної бойової тактики (інфільтратора, диверсанта, убивцю).
Перші експерименти було поставлено на Т-400 2018-го року. У Русі опору серію назвали «Clankers» (англ. «Брязкун»: через виразний звук, що лунає, коли робот пересувається). Гіпер-сплаву для броні тоді усе ще не було винайдено, тож прототип серії 400 було виготовлено з дешевих і не дуже міцних матеріалів, і тому такий робот був відносно недорогим і швидким у виробництві. Із огляду на це, система «Skynet» продовжувала масово виробляти серію Т-400 навіть після введення в дію нових гуманоїдних серій Мисливців-Убивць. Серія 400 послугувала основною наземних військ «Skynet» незабаром після їх створення; частину із них використано як охоронців в різних об'єктів «Skynet», заводів і таборів для інтернованих людей.
Серія Т-500 була предтечею нового типу роботів — інфільтраторів. Її виробництво розпочалося 2020-го року, її випускали масово і кожну підсерію чи модель переробляли, ураховуючи польовий досвід: вони були компактнішими і більше схожими на людину за структурою, аніж попередники. Лише T-500I (Інфільтратор) одягали в гумову імітацію шкіри. А зодягнені в людський одяг Т-500 нагадували людей лише з великої відстані; крім того, було дуже важко знайти одяг для таких масивних фігур. Щоб вирішити проблему низької рухливості й маневреності такого крупного робота, «Skynet» розробив ендоскелет Т-500 на основі скелету людського тіла, а не лише як імітацію фігури людини. Т-500 уже було покрито гіперсплавом. Також примітно, що Т-500 був першим термінатором, що не носив уже бортової зброї, а використовував маніпулятори-«руки» для ведення вогню чи для проведення ними маніпуляцій. За номенклатурою, Т-500 є Основною піхотною одиницею станом на 2020-й рк. Із запуском серії Т-500 у виробництво, людство зазнало важких втрат — чисельність людства скоротилася приблизно на 10 %.

#### Інфільтратори
Використовуючи дані, отримані при використанні роботів двохсотої і чотирьохсотої серій, система «Skynet» зробила висновок, що головною причиною виживання людства протягом такого довгого часу була їх неймовірна здатність пристосовуватися до різних місцевостей і різних зовнішніх умов. Са́ме людське тіло забезпечує величезну свободу пересування на різних типах місцевості і в місцях, куди Т-200, масивний Ящер Т-300 і тим більше Т-400 — не могли дістатися. Уцілілі після ядерного удару і термінаторських рейдів люди перебиралися під землю, глибоко в руїни. Все більше і більше бойових дій люди вели із застосуванням партизанської тактики і ряду тактичних прийомів, до яких не могли адаптуватися наявні серії Мисливців-Убивць. Уже з 2016-го року дії сил Руху опору стали централізованими і систематичними. Спеціальні групи саперів, натреновані у веденні партизанської війни, прочісували руїни, влаштовували засідки і знищували машини навіть новітньої 500-ї Серії. Інші підрозділи Руху опору, озброєні довоєнними портативними ракетними комплексами, завдавали нищівних втрат літаючим МУ, що ескортували патрулі «п'ятисоток». Та й ескорти з літаючих МУ не були достатньо ефективними, незначно знизивши втрати наземних сил. Скоро для «Skynet» стало цілком зрозуміло, що люди можуть непередбачувано маневрувати і завдавати ударів з позицій, недоступних для будь-яких серій наземних МУ. Також «Skynet» став помічати, що вже навіть машини 400-ї серії не можуть відстежувати людей поблизу їх штабів і укриттів. Був необхідний новий робот, здатний точно імітувати рухи людини, бути співрозмірним із людиною і виглядати як людина — повністю антропоморфний Мисливець-Убивця, який має усі переваги людини і позбавлений її слабкостей. Дані, отримані при випробуваннях роботів 200-ї, 300-ї і 400-ї серій, було використано при розробці термінаторів 500-ї, а потім і 600-ї Серії.

##### Т-600
Детальніше: Т-600
Термінатор Серії 600 масово виробляли з 2022 року. Вони слугували як перші інфільтратори (досвід із Т-500I виявився не дуже вдалим) і мали титановий ендоскелет, покритий гумовою шкірою. У висоту цей гігант сягав 2,2 метра і важив близько 350 кілограм. Він був іще маневренішим, ніж його попередник Т-500, проте досягалося це завдяки збільшенню загальної поверхні тіла, тож його гідравліку і броню (особливо в області грудей) ушкоджувати було легше, ніж у того ж Т-500. Робот був непогано захищений від вогню з ручної вогнепальної зброї і, деякою мірою, від вибухів і енергетичної зброї. Шестисотий міг піднімати вагу понад 2000 фунтів (тонну) і проламуватися крізь бетонні стіни без особливих ушкоджень для своєї конструкції. Пізніше, з розвитком технологій металургії і робототехніки, «Skynet» уже не доводилося жертвувати одним — заради поліпшення іншого. Т-600 став легшим, аніж попередня модель, тож він зазнавав менших навантажень при бігові. Він міг підтримувати постійну швидкість в 20 км / год. із короткотривалим прискоренням до 25км / год. (хоча такі прискорення могли пошкодити шасі). Шасі Т-600 вже більше нагадувало скелет людини, ніж грубі наближені спроби в попередніх моделях. Для маскування Т-600 покривали м'якою гумовою шкірою, і він уже міг намагатися проникати до баз Руху опору. Але часто гумова шкіра була дивного кольору (в тому числі зеленого), що зводило спроби Т-600 замаскуватися під людину нанівець. Завдяки кольору шкіри «шестисоток» в Русі опору називали «Лимонами». Під шкірою у робота були нерухомі штучні м'язи (приблизно там, де у вони людини), через що «вираз облич» роботів був нереалістичним. Із великої відстані або в темряві Т-600 можна переплутати із людиною, що давало «Skynet» елемент несподіванки лише на короткий час. Проте висота гігантська робота його часто одразу демаскувала (для порівняння: приміром, зріст Арнольда Шварценеґґера становить «усього» 188 см проти 2,28 м у «Лимона»).

##### Т-700
T-700 не був кіборгом, спочатку це був фактично звичайний андроїд, захований у шкіру з дуже переконливого штучного неживого матеріалу: при виробництві використовували реалістичну штучну латексну шкіру і штучні м'язи, які могли наслідувати рухи людських м'язів і вирази обличчя (робот міг відтворювати людську міміку). Після 2018 -го року серія 700 стала головною бойовою одиницею «Skynet» і замінила серію 600, отримавши на озброєння безгільзовий автомат Heckler&Koch G11.
T-700 мав досконалий сучасний центральний процесор, мав велику базу даних як із тактики бою, так і стосовно людської поведінки і етикету і міг відтворювати реалістичні і приємні людські голоси. T-700 був достатньо інтелектуальним і умів наслідувати людську поведінку. На відміну від свого попередника, T-700 був дуже ефективним агентом і мисливцем. Його скелетна структура була більш стрункою, ніж навіть у подальшій серії — через відсутність надлишкової гідравліки (яку, наприклад, пізніше застосовували в T-800). Т-700 був чудовим актором, але і він мав свої недоліки: його гідравліка була компактнішою і потужнішою, аніж у попередників, — проте мала розташовуватися так, щоб залишалося місце для розміщення м'язів. У результаті, фігури «семисоток» у камуфляжі виглядали трохи неприродно і його почали легко вираховувати. Відомо щонайменше про два варіанти стандартної серії: Т-720 і Т-799. Обидві варіанти серії використовували одне і те ж шасі. Однак, у обох варіантів було багато удосконалень стосовно внутрішнього начиння. Термінатори підсерії Т-720 уже могли у версії інфільтратора використовувати як камуфляж живу клоновану тканину людини. T-799 є попередником серії Т-800, «Skynet» розробляла її у 2026 році. Його використовували як лінійну піхоту з 2016 по 2019 рік, а потім — в основному для охорони заводів «Skynet».

##### Т-800
У оригінальній часовій лінії система «Skynet» розпочала виробництво своїх МУ серії 800 2026-го року. У цій часовій лінії останньою розробкою, зробленою «Cyberdine Systems» самостійно, був Т-70. У часовій лінії, що стосується Повстання машин («Термінатор 3: Повстання машин»), відділення «Cyber Research Systems» використала інформацію з попередньої часової петлі і почала розробку серії Т-800 до Судного дня 2004-го року. Ці події прискорили власні розробки «Skynet», що, врешті-решт, призвело до появи термінаторів серії Т-Х. У цій часовій лінії серію Т-800 було замінено серією Т-850. У часовій лінії «Термінатор: Спасіння прийде» «Skynet» створив прототип Т-800 «Т-ПІР» (T-RIP — Resistance Infiltrator Prototype) 2018-го року. Т-800 був першим повноцінним кіборгом, який мав покриття зі штучної живої шкіри поверх ендоскелету із гіпер-сплаву, першим успішним інфільтратором.
У Т-800 повноцінний нейропроцесор типу «Neural Net Processor», або самонавчальний комп'ютер, який міститься у черепі ендоскелета і захищений інерційними амортизатори від ударів. Ендоскелет Т-800 був подібний до Т-720, однак легший і міцніший. Живу тканину у майбутньому вирощують спеціально для Т-800; вона складається зі штучної плоті, шкіри, волосся і крові тощо. Щоб виростити і адекватно приєднати до скелета синтетичну плоть, потрібно близько 40 днів (хоча у тизері до фільму «Термінатор: Судний день» персонаж Шварценеґґера «одягається» у плоть майже миттєво у спеціальному автоматі). Плоть Т-800 здатна до обмеженої регенерації з плином часу: в корпусі термінаторового ендоскелета є кілька рудиментарних органів, що необхідні для функціонування плоті. Коли Т-800 не виконує функцій інфільтратора, плоть покриття Т-800 зберігають у спеціальних контейнерах у кріогенному сховищі.
Т-800 здатний проводити внутрішню перевірку систем; розраховує відстані до об'єктів відносно себе і робить детальні кінетичні дослідження траєкторій; робот цієї серії робить відбір проб і аналізу атмосфери, погоди і швидкості вітру; аналіз емоційного стану людини (з метою оцінити можливі ступені ворожості); аналіз мови тіла і напряму скорочення м'язів; розрахунок сили тяжіння; аналіз текстури і температури матеріалів, має чутливий радар для сканування і багато інших систем. Основним джерелом енергії для Т-800 слугує компактний елемент живлення, який містить ізотопи іридію. Це джерело дозволяє машині працювати приблизно 120 років на одному паливному елементі. Існує також і додаткове джерело енергії, що дозволяє (у разі пошкодження основного джерела) закінчити завдання або дістатися до ремонтного цеху.
Т-800 є найчисленнішою серією гуманоїдних роботів, покликаною вирішувати якнайширший спектр завдань. Із цією метою було розроблено цілу низку підсерій: Т-803 (Легкий штурмовий інфільтратор); T-804 (Тактичний інфільтратор / координатор дій відділень Т-800-х); T-806 (Розвідник-інфільтратор); T-808 (Середній штурмовий інфільтратор); T-810 (Обер-командо); T-831 (Тяжке бойове шасі, ТБШ); T-835 (Мобільний штурмовий підрозділ, гібрид на гусеничному ходу); T-850 (прототип кіборга-диверсанта, розроблений людьми 2004-го року); Т-882 (Тактична командна одиниця) і Т-888 (Інфільтратор останньої моделі).

#### Новітні інфільтратори

##### Т-900
Відповідно до серії коміксів, на 2028 рік тенденція використання людьми термінаторів на своїй стороні досягає максимуму. Тож «Skynet» розробила серію T-900 з метою ліквідації таких термінаторів. За одними даними — це були кіборги: мали живу шкіру поверх ендоскелета. За іншими даними — нема свідчень маскування Т-900 під людину. Т-900 удвічі швидші за серію 800, сильніші і витриваліші Його бойове шасі покрито бронею із гіпер-сплаву, також цей робот має кілька режимів бачення. У T-900 є мініатюрний плазмовий реактор у торсі, тож його тіло світиться кількома кольорами. Кажуть, він навіть має здібність впливати на тварин, змушуючи їх атакувати своїх господарів. Звичайні Т-900 було задумано замінити основну бойову одиницю піхоти «Skynet» — Т-850. Невдачі із застосуванням Т-900 послгували до подальших пошуків — і розроблення серії Т-Х.

##### І-950
І-950 (Інфільтратор) — це повністю органічні інфільтратори, створені в лабораторіях «Skynet». І-950-ті є професійними диверсантами із виду homo sapiens, а не власне кіборгами-термінаторами. На відміну від серійних термінаторів — І-950 народжуються, а не створюють їх на збиральному конвеєрі. Вони діють самостійно, їх неможливо вирахувати (бо вони майже не містять металевих компонентів). Вони є творінням зрадників-людей («Сірих») — які, проте, були твердо переконаними, що людська цивілізація руйнує Землю, і планету має бути очищено від людей, а потім знову заселено Сірими. Ці людські ренеґати і допомогли «Skynet» у багатьох її програмах, у тому числі зі створенням І-950. Першою одиницею модифікованої людини була Серена Бернс: її відправлено у минуле, вона стала начальник служби безпеки в «Cyberdyne Systems», щоб ґарантувати створення «Skynet». Розробка І-950 почалася 2021 року. Шаблоном для здійснення цієї програми стала Ліза Вейнбаум — захоплений у полон боєць Руху опору. Повністю сформований інфільтратор має неймовірний контроль над своїм тілом: виділення адреналіну, швидкість проходження сигналів по нервах (для підвищення реакції, придушення болю, підвищення точності рухів) і навіть контролювати кількість білих кров'яних тілець, істотно посилюючи свій імунітет. Можна припустити, що фізична сила I-950 еквівалентна силі термінаторів, і є результатом як генетичних змін, так і тривалих тренувань під керівництвом Т-800. Численні поранення в голову не зможуть зупинити І-950: біль для них означає тільки фізичні пошкодження м'язів і зв'язок, і лише повне руйнування нейропроцесора разом із мозком може вбити цих істот остаточно.

##### Т-1000
Це серія термінаторів, яку (відповідно до однойменного циклу творів) «Skynet» створила 2029-го року, коли уже система невблаганно програвала людям на усіх фронтах, окрім дослідницького. Т-1000 було побудовано з використанням абсолютно нових принципів — нанотехнології. На відміну від попередніх моделей інфільтраторів, Т-1000 повністю зроблений з міметичного полі-сплаву, що має ефект «рідкого металу» завдяки нанороботам, що й складають оцей полі-сплав. Т-1000 не є кіборгом: жодний його наноробот не містить живої речовини. Він був не просто машиною, а комбінацією мільйонів і мільйонів мікроскопічних машин, з'єднаних одна з одною у мережу за допомогою підпрограми зв'язку. Наноробот — це окрема макромолекула сплаву; а симбіоз нанороботів формує «колективний розум» робота. Т-1000 може змінювати форму, просто віддаючи наказ частинам самого себе переміститися в іншу позицію. Мімікруючий полісплав Т-1000 дозволяє йому імітувати будь-який об'єкт або персону схожих розмірів за «молекулярним зліпком», який він одержує під час фізичного контакту (рідше — візуально). Термінатор може імітувати як крупніші, так і менші за себе об'єкти; проте найчастіше він воліє перебувати в базовому стані, даному йому при створенні. Однією з найфундаментальніших особливостей Т-1000 є базова програма «відновлення сутності» — цю програму «вшито» на глибинному рівні кожного наноробота. Кожна частинка полі-сплаву, відділена від основної маси, — автоматично повертається до «тіла» термінатора.
Т-1000 не оснащено якоюсь бортовою зброєю, проте він може надавати будь-яку форму своїм кінцівкам, зокрема формувати колючо-ріжучу зброю: гаки, списи, шаблі. Він не може скопіювати складні механізми: вогнепальну зброю, вибухівку або енергетичну зброю (бо вони складаються із рухомих частин, чи вимагають для роботи різні хімічні елементи або спеціальне паливо) і складні механізми. Не зазнає ефекту електрошоку (продовжує функціонувати, у той час як електросхеми у попередників цієї моделі закорочуються і машина відключається). Ця серія, однак, є вразливою до термошоку: це порушує функції макромолекул і руйнує зв'язки між ними. Від частої дії балістичного- і термошоку міметичний полі-сплав починає «глючити». Серія Т-1000, наскільки нам відомо, складалася усього із трьох одиниць: власне Т-1000 і двох її моделей у штучному варіанті (1001 і 1002). У моделі Т-1001 є нова властивість: її відокремлені частини можуть діяти незалежно одна від одної. Є відомості про існування моделі Т-1002. Про її властивості відомо лише, що може створювати колючо-ріжучу зброю по всьому «тілу», а не лише із кінцівок.
До серії «тисячників» можемо згадати іще одну групу машин: Т-ХА (експериментальний автономний термінатор). Ця машина T-XA є подальшим удосконаленням концепції серії 1000. Він повністю складається з міметичного полі-сплаву так само, як і Т-1000, — хоча заявлено, що має значно розширені можливості. Його форма за умовчанням — це гуманоїд-чоловік восьми футів у висоту (2,4 м); проте, на момент проникнення, робот здатний розділитися на кілька бойових одиниць із метою маскування. Розділені одиниці функціонують цілком автономно, маючи зв'язок одна із одною. Т-ХА може перетворитися на групу людей (наприклад, на сім'ю або на людей із собакою, що є найефективнішим маскуванням). Усього відомо 2 машини цієї серії: одну відправлено у минуле полювати на Джона Коннора, інша — у альтернативному майбутньому інфікувала саму «Skynet», щоб допомогти їй уникнути знищення від рук бійців Руху опору. Обидві моделі загинули під час невдалого переміщення у часі.
Нарешті, згадуємо про T-1000000 (також відомий як Т-Meg), який був гігантським павукоподібним роботом серії T-1000. Про цього робота відомо не з фільмів — а з атракціону «T2 3-D: Battle Across Time» тематичного парку компанії «Universal Studios» у Орландо (штат Флорида) і в Японії. Робот Т-Meg, як і всі Т-1000 не був кіборгом, бо не містив живої плоті. Він захищав центральне ядро «Skynet» від нападу. Як і Т-1000, він повністю зроблений з міметичного полі-сплаву. Відомо, що Т-1000000 було зруйновано, коли знищили центральне ядро «Skynet».

##### Т-Х
Із роману Аарона Оллстона «Полювання на Термінатора» (2004) ми дізнаємося додаткову інформацію про Т-Х. У 2031—2032 роках, окрилена успіхом у розробці полі-сплаву для 1000-ної серії, «Skynet» продовжує розвивати технології «рідких металів», цього разу поєднуючи ці технології з передовими зразками скелета, аналогічними за формою і структурою до серії Т-900. Серія T-X має досконале полегшене бойове шасі (вагою усього 150 кг). Броня Т-Х складається із ковкої кераміки кристалічного типу, що переплітається з нано-волокнами вуглецю і титану. T-X здатна витримати величезну кількість ушкоджень практично без жодного ефекту. Робот надзвичайно сильний і спритний, його практично неможливо зупинити на полі бою. Міметичний полі-сплав зберігається у невеликих кількостях у резервуарах всередині корпусу Т-Х. Серію Т-Х оснащено бортовими системами озброєння. У «руках» розміщено цілий арсенал бойових інструментів: вогнемети, плазмову гвинтівку, кулемети, паралізатори тощо. Проте, основною зброєю у Т-Х була плазмова гармата, яку вона носить у руках (лише у майбутньому), а також нано-трансжектори для контролю над іншими машинами. Т-Х наділено великою кількістю датчиків, може зв'язуватися із іншими роботами і використовувати їх бази даних для формування тактичної карти бойових дій. Це перший робот, задуманий у вигляді жінки (Джон Коннор назвав цю серію «Термінатрикс»).

##### T-Infinity
T-Інфініті (Infinity, англ. букв. «Вічність») — це останній прототип термінаторів, створений «Skynet». Дата створення — невідома, очевидно вже напередодні Великої перемоги. Метою його створення було оперативне реагування робота на будь-які небажані для «Skynet» зміни у часовій лінії. Ро́бота наділено портативною «машиною часового переміщення» (МЧП), тож він має здатність переміщатися в часі самостійно. Він здатний також переміщати у часі попадання у себе із будь-якої зброї, тож вразити його практично неможливо. Тим не менш, непрямі попадання (які робот не відслідковує) дуже легко ослаблюють його. Робота було пошкоджено Джоном Коннором і знищено термінатором серії Лютововк. Завдяки інформації з процесора цього робота, Джон Коннор зміг вирахувати точне положення бази «Skynet» у Небрасці — після чого повстанці запустили за цими координатами ядерну ракету і знищили «Skynet», остаточно перемігши у війні.

#### Невідомі серії
У фільмах виявлено чотири невідомі серії термінаторів, які не ідентифіковано явно: Розі (Rosie), Картер (Carter), Cameron — і Маркус Райт. Перші три роботи діють у серіалі «Термінатор: Хроніки Сари Коннор», де про серії роботів узагалі не йдеться: у серіалі увагу приділено не стільки проблемі війни і роботами, скільки проблемі становлення людини у світі людей, перетворення підлітків (включаючи робота) у дорослих людей. У фільмі ж «Термінатор: Спасіння прийде» Маркус Райт сам не усвідомлював своєї унікальності, аж поки це не виявили бійці Руху опору — і не підтвердила сама «Skynet» (не приділяючи жодної уваги суто технічному питанню серій і моделей); а в додаткових матеріалах до фільму нічого про серію Райта не сказано.

##### Маркус Райт
Маркус Райт був людиною, засудженою до смертної кари 2003 року за кілька вбивств, і його було страчено незабаром після ув'язнення. Перед смертю він заповів своє тіло проєктові «Ангел», унаслідок чого його перетворили на кіборга, законсервували і активували аж 2018 року. Для Маркуса було побудовано унікальний металевий ендоскелет, призначений для підтримки його людських компонентів (тобто органів), таких як мозок, серце, шлунок тощо. Посилене удосконалене серце забезпечувало приток крові (кисню і поживних речовин) до мозку, постачало кров'ю його м'язові тканини і шкіру (забезпечуючи швидку реґенерацію).

##### Cameron
Cameron (Ке́мерон) є кіборгом із серіалу «Термінатор: Хроніки Сари Коннор», яку сам Джон Коннор перепрограмував і прислав із 2027 року у минуле, аби вона захищала Джона і його матір Сару від роботів «Skynet». Кемерон виконано у вигляді дівчини-підлітка (у фільмі вона маскується під Елісон Янґ, юну підпільницю, близьку до Джона Коннора) з початковою метою інфільтрації до Руху опору. Припускають, що цей робот є версією серії Т-888, однак її власний чип дуже відмінний від чипів Т-888. Також, Cameron демонструє багато інших суттєвих відмінностей від згаданої серії: психофізичних, програмних і конструктивних. Сам творець ро́бота Cameron, Джош Фрідман, представив її як «найдосконалішу модель термінатора, перевага якої над іншими термінаторами полягала у її винятковій здатності імітувати людську поведінку». Так, вона може їсти, пла́кати, здатна відчувати довкілля тою ж мірою, як і люди (за винятком болю) тощо. Ендоскелет Cameron виготовлено із колтана, проте він міцніший, аніж у Т-888. Вона має повнокольоровий бойовий тактичний дисплей, на відміну від Т-888; окрім того вона може сканувати довкілля у різних спектрах (як це може лише Т-900) і ряд інших. Cameron — унікальний робот, який урешті-решт сам перетворює свою свідомість на людську; вона підходить до межі, коли можна говорити про живу машину і про небіологічне життя.
Еволюція гуманоїдних роботів:

Т-70 → Т-200 → Т-400 («Брязкун») → Т 500 (T500I, Т500S i T500T) → T-600 («Лимон») → Т-700 (Т-720 і Т-799) → Т-800 (Т-803, Т804, Т-806, Т-808, Т-810, Т-831 і «гібрид» Т-835; Т-850; Т-882 і Т-888) → Т-900 (і Т-950 «Red boy»)
Прим.: Окремо слід говорити про Т-Х, Т-1000 (Т-1001 і Т-1002), T-XA, Т-Meg, І-950 і Cameron.

## Серії і моделі термінаторів у джерелах

### Список основних серій термінаторів, що з'являються у фільмах і шоу
Перші моделі термінаторів, які просто називалися «Термінатори», показано у першому фільмі — і кожного наступного фільму з'являлися нові серії і моделі. На додаток до показаних на екрані, інші моделі термінаторів із зовнішністю Шварценеґґера (Т-800-ті моделі CSM 101), роботи T-70 і Т-1000000 представлено у атракціоні «T2 3-D: Битва крізь час».
| Серія (модель) | Хто зображав | Де серія з'являлася |
| --- | --- | --- |
| T-1 | - Фізична модель дистанційно керованого робота з кулеметами системи Ґатлінґа | - Термінатор 3: Повстання машин - Термінатор: Спасіння прийде                                                                    |
| Мисливці-убивці (МУ) - Летючий МУ (HK-Aerial) - МУ-танк - Мінімисливець (аеро)                                                              | - реквізит фільму (лялька) - комп'ютерно-генерована графіка | - Термінатор - Термінатор 2: Судний день - Термінатор 3: Повстання машин                                                         |
| МУ нового покоління і транспорт - Аеростат-розвідник - Летючий транспортник - Мототермінатор - Гідробот - Кракен - Жнець (Harvester walker) | - реквізит фільму (лялька) - комп'ютерно-генерована графіка | - Термінатор: Спасіння прийде - Термінатор: Хроніки Сари Коннор                                                                  |
| T-70 | - Реквізит шоу | - T2 3-D: Битва крізь час |
| T-600 | - Кріс Ґанн (Chris Gann) - Браян Стіле (Brian Steele) - реквізит фільму (лялька) - комп'ютерно-генерована графіка | - Термінатор: Хроніки Сари Коннор - Термінатор: Спасіння прийде                                                                  |
| T-800/T-850/T-101 (Термінатор) - Серії T-800 - Серії T-850 - Cyberdyne Systems модель T-101                                                 | - Арнольд Шварценеґґер - Франко Коломбо - Роланд Кікінґер (Roland Kickinger) - лялькова анімація (stop motion) - реквізит фільму (лялька) - комп'ютерно-генерована графіка                                                          | - Термінатор - Термінатор 2: Судний день - T2 3-D: Битва крізь час - Термінатор 3: Повстання машин - Термінатор: Спасіння прийде |
| T-888 - Cromartie - Вік Чемберлен (Vick Chamberlain) - Майрон Старк (Myron Stark) - Квіґ (Queeg) - безіменні «Потрійні 8-ки» (Triple-8s)    | - Оуен Ємен/Ґаррет Діллагант (Garret Dillahunt) - Метт МакКолм (Matt McColm) - Патрик Кілпатрик (Patrick Kilpatrick) - Тодд Стешвік (Todd Stashwick) - Чед Колмен (Chad Coleman) - комп'ютерно-генерована графіка - реквізит фільму | - Термінатор: Хроніки Сари Коннор                                                                                                |
| T-1000/T-1001 - Серії T-1000 - Серії T-1001                                                                                                 | - Роберт Патрік - Шерлі Менсон - Лі Бьон-Хон - незаявлені актори у списку персонажів - реквізит фільму (лялька) - комп'ютерно-генерована графіка                                                                                    | - Термінатор 2: Судний день - T2 3-D: Битва крізь час - Термінатор: Хроніки Сари Коннор                                          |
| T-1000000 | - комп'ютерно-генерована графіка | - T2 3-D: Битва крізь час |
| T-ПІР (Resistance Infiltration Prototype) - Маркус Райт (Marcus Wright) / Прототип Інфільтрації до Руху опору                               | - Сем Вортінґтон - реквізит фільму (лялька) - комп'ютерно-генерована графіка | - Термінатор: Спасіння прийде |
| Ті-еКс (Т-X, Термінатрикс) | - Крістанна Локен - незаявлені актори у списку персонажів - реквізит фільму (лялька) - комп'ютерно-генерована графіка | - Термінатор 3: Повстання машин                                                                                                  |
| Невідомі серії / моделі - Cameron (ТОК-715) - Розі (Rosie) - Картер (Carter)                                                                | - Саммер Ґлау - Бонні Морґан, акробатка (Bonnie Morgan) - реквізит фільму (лялька) - комп'ютерно-генерована графіка | - Термінатор: Хроніки Сари Коннор                                                                                                |

### Список основних серій термінаторів, що з'являються у літературі (іграх)
Набагато більше розмаїття серій роботів ми бачимо у книжках (коміксах і романах), відео- і навіть карткових іграх, а також у ігрових автоматах. Основні серії термінаторів, про які згадують у цих джерелах, подаємо далі.
| Серія          | Опис                                                                                       | Де серію згадано |
| -------------- | ------------------------------------------------------------------------------------------ | --- |
| Т-1            | бойова тактична платформа на гусеничному шасі (солдат)                                     | комікси: - Термінатор 3: Очі повстання (у 2-ох частинах) — вересень-жовтень 2003, ASIN: B004RBM8E4 - Термінатор: Спасіння прийде (кіноадаптація) — 2003, ASIN: B0026SNEXO романи: - Термінатор 3: Сни термінатора (роман Аарона Олстона) — 2003, ISBN 0765308525 - Термінатор 3: Полювання термінатора (роман Аарона Олстона) — 2004, ISBN 0765350939 - Термінатор: Спасіння прийде (новелізація фільму Алана Дина Фостера) — 2009, ISBN 1-84856-085-0 - Термінатор: Спасіння прийде: Холодна війна (роман Ґреґа Кокса) — 2009, ISBN 978-1848560871 - Термінатор: Спасіння прийде: Із попелу (роман Тімоті Зана, офіційний приквел до фільму) — 2009, ISBN 978-1848560864 - Термінатор: Спасіння прийде: Випробування вогнем (роман Тімоті Зана) — 2010, ISBN 978-1848560888 відеоігри: - Термінатор 3: Повстання машин (шутер від «Game Boy Advance») — 2003 - Термінатор 3: Війна машин (шутер від «Clever's Games»/«Atari») — 2003 - Термінатор 3: Спокута (шутер від «Atari») — 2004 |
| Т-70           | автономна піхотна одиниця (охоронник)                                                      | романи: - Термінатор: Спасіння прийде: Холодна війна (роман Ґреґа Кокса) — 2009, ISBN 978-1848560871 |
| МУ-Танк        | бойова тактична платформа на гусеничному шасі (мисливець/штурмовик)                        | комікси: - Термінатор: Земля у вогні — 1984, ASIN: B004NBV844 - Термінатор: Мисливці й Убивці (у 3-ох частинах) — 1992, ASIN: B001D4PMW8 - Термінатор: Кінець гри — 1992, ASIN: B00173DXAS - Термінатор: Буря (у 4-ох частинах) — 1992, ISBN 978-1852863937 - Термінатор: Ворог усередині — 1993, ISBN 978-1878574343 - Термінатор: Долина смерті (у 2-ох частинах) — 1999, ISBN 978-1569713860 - Супермен проти Термінатора: Смерть майбутньому — 2000, ISBN 978-1569714768 - Термінатор 2: Інфініті — 2007, ASIN: B00B0O5VO0 - Термінатор: Спасіння прийде: Пісок у механізмах — 2009, ASIN: B004FKW4MS - Термінатор: 2029 — 2011, ISBN 978-1595826473 романи: - T2: Інфільтратор (роман С. М. Стірлінґа) — 2001, ISBN 978-0380977918 - Термінатор 2: Нові хроніки Джона Коннора: Темні майбуття (роман Расела Блекфорда) — 2002, ISBN 978-0743445115 - Т2: Війна майбутнього (роман С. М. Стірлінґа) — 2004, ISBN 978-0380808182 - Термінатор: Спасіння прийде (новелізація фільму Алана Дина Фостера) — 2009, ISBN 1-84856-085-0 карткова гра: - Термінатор [The Terminator Collectible Card Game] (карткова гра від «Precedence Entertainment») — 1984 відеоігри: - Термінатор: Майбутнє потрясіння [The Terminator: Future Shock] (шутер від «Bethesda Softworks») — 1995 - Термінатор: Сутінки долі [Terminator: Dawn of Fate] (гра від «Paradigm Entertainment»/«Infogrames») — 2002 - Термінатор: Спасіння прийде (шутер від «GRIN»/«Equity Games») — 2002 - Термінатор 3: Війна машин (шутер від «Clever's Games»/Atari) — 2003 |
| МУ-«Центуріон» | командна бойова платформа на 4-х маніпуляторах (мисливець/штурмовик)                       | комікси: - Термінатор 2: Судний день: Ядерні сутінки — 1995, ASIN: B0071PPVMO - Термінатор 2: Інфініті — 2007, ASIN: B00B0O5VO0 романи: - Термінатор 2: Судний день (роман Ренделла Фрейка, Джеймза Кемерона і Вільяма Вішера) — 1991, ISBN 978-0553291698 - Термінатор 2: Нові хроніки Джона Коннора: Темні майбуття (роман Расела Блекфорда) — 2002, ISBN 978-0743445115 - Термінатор 2: Нові хроніки Джона Коннора: Злі години (роман Расела Блекфорда) — 2003, ISBN 978-0743458634 відеоігри: - Термінатор: Сутінки долі [Terminator: Dawn of Fate] (гра від «Paradigm Entertainment»/«Infogrames») — 2002 |
| Летючий МУ     | літаюча бойова тактична платформа (мисливець)                                              | комікси: - Термінатор: Земля у вогні — 1984, ASIN: B004NBV844 - Термінатор (NOW Comix) — 1988—1990, ASIN: B0026HTSJE - Термінатор: Уся моя майбутня минувшина — вересень 1990, ASIN: B002XQBY7W - Термінатор: Мисливці й Убивці (у 3-ох частинах) — 1992, ASIN: B001D4PMW8 - Термінатор: Ворог усередині — 1993, ISBN 978-1878574343 - Термінатор 2: Судний день: Ядерні сутінки — 1995, ASIN: B0071PPVMO - Термінатор: Темні роки — 1999, ASIN: B000YOIUXQ - Супермен проти Термінатора: Смерть майбутньому — 2000, ISBN 978-1569714768 - Термінатор 2: Інфініті — 2007, ASIN: B00B0O5VO0 - Термінатор: Революція — 2009, ISBN 978-1606900307 - Термінатор: Спасіння прийде: Пісок у механізмах — 2009, ASIN: B004FKW4MS - Термінатор / Робокоп: Знищити людину — 2012, ISBN 978-1606902608 романи: - Термінатор 2: Нові хроніки Джона Коннора: Темні майбуття (роман Расела Блекфорда) — 2002, ISBN 978-0743445115 - Т2: Війна майбутнього (роман С. М. Стірлінґа) — 2004, ISBN 978-0380808182 - Термінатор: Спасіння прийде: Холодна війна (роман Ґреґа Кокса) — 2009, ISBN 978-1848560871 - Термінатор: Спасіння прийде: Випробування вогнем (роман Тімоті Зана) — 2010, ISBN 978-1848560888 відеоігри: - Термінатор: Майбутнє потрясіння [The Terminator: Future Shock] (шутер від «Bethesda Softworks») — 1995 - Термінатор: Скайнет (шутер від «Bethesda Softworks») — 1996 - Термінатор: Спасіння прийде (шутер від «GRIN»/«Equity Games») — 2002 - Термінатор 3: Війна машин (шутер від «Clever's Games»/Atari) — 2003 - Термінатор 3: Спокута (шутер від «Atari») — 2004 |
| Т-400          | експериментальна модель (солдат/ремонтник)                                                 | романи: - Термінатор: Спасіння прийде: Холодна війна (роман Ґреґа Кокса) — 2009, ISBN 978-1848560871 - Термінатор: Спасіння прийде: Випробування вогнем (роман Тімоті Зана) — 2010, ISBN 978-1848560888 відеогра: - Термінатор: Сутінки долі [Terminator: Dawn of Fate] (гра від «Paradigm Entertainment»/«Infogrames») — 2002 (перша згадка) |
| Т-500          | експериментальна модель (солдат)                                                           | роман: - Термінатор: Спасіння прийде: Випробування вогнем (роман Тімоті Зана) — 2010, ISBN 978-1848560888 відеогра: - Термінатор: Сутінки долі [Terminator: Dawn of Fate] (гра від «Paradigm Entertainment»/«Infogrames») — 2002 (перша згадка) |
| Т-600          | основна піхотна одиниця (солдат / штурмовик)                                               | комікси: - Термінатор: Спасіння прийде: Пісок у механізмах — 2009, ASIN: B004FKW4MS - Термінатор: Спасіння прийде (офіційний випуск-прев'ю до фільму) — 2009, ASIN: B002C04XIQ - Термінатор: 2029 — 2011, ISBN 978-1595826473 романи: - T2: Інфільтратор (роман С. М. Стірлінґа) — 2001, ISBN 978-0380977918 - Термінатор 2: Нові хроніки Джона Коннора: Темні майбуття (роман Расела Блекфорда) — 2002, ISBN 978-0743445115 - Термінатор 3: Сни термінатора (роман Аарона Олстона) — 2003, ISBN 0765308525 - Термінатор 3: Полювання термінатора (роман Аарона Олстона) — 2004, ISBN 0765350939 - Термінатор: Спасіння прийде (новелізація фільму Алана Дина Фостера) — 2009, ISBN 1-84856-085-0 - Термінатор: Спасіння прийде: Холодна війна (роман Ґреґа Кокса) — 2009, ISBN 978-1848560871 - Термінатор: Спасіння прийде: Із попелу (роман Тімоті Зана, офіційний приквел до фільму) — 2009, ISBN 978-1848560864 - Термінатор: Спасіння прийде: Випробування вогнем (роман Тімоті Зана) — 2010, ISBN 978-1848560888 відеоігри: - Термінатор: Майбутнє потрясіння [The Terminator: Future Shock] (шутер від «Bethesda Softworks») — 1995 (перша згадка) - Термінатор: Сутінки долі [Terminator: Dawn of Fate] (гра від «Paradigm Entertainment»/«Infogrames») — 2002 - Термінатор: Спасіння прийде (шутер від «GRIN»/«Equity Games») — 2002 - Термінатор: Спасіння прийде (аркада [ігровий автомат] від « Play Mechanix»/«Raw Thrills») — 2010 |
| Т-700          | рання серія інфільтраторів /піхотна одиниця (інфільтратор / солдат / розвідник)            | романи: - Термінатор (роман Ренделла Фрейка і Білла Вішера) — 1985, ISBN 978-0553253177 (перша згадка) - Термінатор: Спасіння прийде (новелізація фільму Алана Дина Фостера) — 2009, ISBN 1-84856-085-0 - Термінатор: Спасіння прийде: Випробування вогнем (роман Тімоті Зана) — 2010, ISBN 978-1848560888 відеоігри: - Термінатор: Майбутнє потрясіння [The Terminator: Future Shock] (шутер від «Bethesda Softworks») — 1995 - Термінатор: Спасіння прийде (шутер від «GRIN»/«Equity Games») — 2002 (камео) - Термінатор: Сутінки долі [Terminator: Dawn of Fate] (гра від «Paradigm Entertainment»/«Infogrames») — 2002 (перша згадка) - Термінатор: Спасіння прийде [Terminator Salvation Trading Cards] (карткова гра від «ТОРР») — 2003 |
| Т-800          | піхотна одиниця багатоцільового призначення (солдат / штурмовик /інфільтратор / розвідник) | комікси: видавництва «Dark Horse»: - Термінатор: Другорядні цілі — 1991, ASIN: B0026HO1Q4 - Термінатор: Один постріл — 1991, ISBN 978-1878574220 - Термінатор: Буря (у 4-ох частинах) — 1992, ISBN 978-1852863937 - Термінатор: Мисливці й Убивці (у 3-ох частинах) — 1992, ASIN: B001D4PMW8 - Робокоп проти Термінатора — 1992, ASIN: B0006OZH12 - Термінатор: Кінець гри — 1992, ASIN: B00173DXAS - Термінатор: Ворог усередині — 1993, ISBN 978-1878574343 - Термінатор: Долина смерті (у 2-ох частинах) — 1999, ISBN 978-1569713860 - Термінатор: Темні роки — 1999, ASIN: B000YOIUXQ - Супермен проти Термінатора: Смерть майбутньому — 2000, ISBN 978-1569714768 - Чужі проти Хижака проти Термінатора — 2001, ISBN 978-1569715680 - Термінатор: 1984 — 2010, ASIN: B0045634NU - Термінатор: 2029 — 2011, ISBN 978-1595826473 видавництва «NOW Comics»: - Термінатор: Земля у вогні — 1984, ASIN: B004NBV844 - Термінатор — 1988—1990, ASIN: B0026HTSJE - Термінатор: Уся моя майбутня минувшина — вересень 1990, ASIN: B002XQBY7W видавництва «Malibu Comics»: - Термінатор 2: Судний день: Ядерні сутінки — 1995, ASIN: B0071PPVMO - Термінатор 2: Судний день: Кібернетичний світанок — 1996, ISBN 978-0752203904 видавництва «Dynamite Entertainment»: - Термінатор 2: Інфініті — 2007, ASIN: B00B0O5VO0 - Термінатор: Революція — 2008, ASIN: B001NVCO7M - Пейнкілер Джейн проти Термінатора — 2008, ISBN 978-1933305844 - Термінатор / Робокоп: Знищити людину — 2012, ISBN 978-1606902608 романи: - Термінатор (роман Шона Гатсона) — 1985, ISBN 978-0352316455 - Термінатор 2: Судний день (роман Ренделла Фрейка, Джеймза Кемерона і Вільяма Вішера) — 1991, ISBN 978-0553291698 - T2: Інфільтратор (роман С. М. Стірлінґа) — 2001, ISBN 978-0380977918 - T2: Починається шторм (роман С. М. Стірлінґа) — 2002, ISBN 978-0380977925 - Термінатор 2: Нові хроніки Джона Коннора: Темні майбуття (роман Расела Блекфорда) — 2002, ISBN 978-0743445115 - Термінатор 2: Нові хроніки Джона Коннора: Злі години (роман Расела Блекфорда) — 2003, ISBN 978-0743458634 - Термінатор 2: Нові хроніки Джона Коннора: Смутні часи (роман Расела Блекфорда) — 2003, ISBN 978-0743474832 - Термінатор 3: Сни термінатора (роман Аарона Олстона) — 2003, ISBN 0765308525 - Т2: Війна майбутнього (роман С. М. Стірлінґа) — 2004, ISBN 978-0380808182 - Термінатор 3: Полювання термінатора (роман Аарона Олстона) — 2004, ISBN 0765350939 - Термінатор 2: Час вовка (роман Марка Тайдерманна) — 2004, ISBN 978-0743493086 - Термінатор: Спасіння прийде (новелізація фільму Алана Дина Фостера) — 2009, ISBN 1-84856-085-0 - Термінатор: Спасіння прийде: Випробування вогнем (роман Тімоті Зана) — 2010, ISBN 978-1848560888 відеоігри: - Термінатор (DOS-гра від «Bethesda Softworks») — 1990 (перша згадка) - Термінатор (SEGA-гра від «Virgin Games») — 1992 - Термінатор: Спасіння прийде (шутер від «GRIN»/«Equity Games») — 2002 - Термінатор: Сутінки долі [Terminator: Dawn of Fate] (гра від «Paradigm Entertainment»/«Infogrames») — 2002 - Термінатор 3: Війна машин (шутер від «Clever's Games»/«Atari») — 2003 - Термінатор 3: Спокута (шутер від «Atari») — 2004 |
| Т-900          | мисливець на термінаторів                                                                  | комікси: - Термінатор 3: Напередодні повстання — 2003, ASIN: B000TUB5JQ - Термінатор 3: Фрагменти — 2003, ASIN: B002KHXDSM карткова гра: - Термінатор [The Terminator Collectible Card Game] (карткова гра від «Precedence Entertainment») — 1984 відеоігри: - Термінатор 3: Повстання машин (шутер від «Game Boy Advance») — 2003 - Термінатор 3: Війна машин (шутер від «Clever's Games»/«Atari») — 2003 - Термінатор 3: Спокута (шутер від «Atari») — 2004 |
| I-950          | генетично-модифікована людина із розширеними властивостями (інфільтратор)                  | - T2: Інфільтратор (роман С. М. Стірлінґа) — 2001, ISBN 978-0380977918 - T2: Починається шторм (роман С. М. Стірлінґа) — 2002, ISBN 978-0380977925 - Т2: Війна майбутнього (роман С. М. Стірлінґа) — 2004, ISBN 978-0380808182 |
| Т-1000         | «рідкометалевий» міметичний полі-сплав (інфільтратор / убивця)                             | комікси: - Термінатор 2: Судний день: Ядерні сутінки — 1995, ASIN: B0071PPVMO - Термінатор 2: Судний день: Кібернетичний світанок — 1996, ISBN 978-0752203904 - Термінатор 3: Очі повстання (у 2-ох частинах) — вересень-жовтень 2003, ASIN: B004RBM8E4 - Термінатор 2: Інфініті — 2007, ASIN: B00B0O5VO0 - Пейнкілер Джейн проти Термінатора — 2008, ISBN 978-1933305844 - Термінатор / Робокоп: Знищити людину — 2012, ISBN 978-1606902608 романи: - Термінатор 2: Судний день (роман Ренделла Фрейка, Джеймза Кемерона і Вільяма Вішера) — 1991, ISBN 978-0553291698 - T2: Інфільтратор (роман С. М. Стірлінґа) — 2001, ISBN 978-0380977918 - T2: Починається шторм (роман С. М. Стірлінґа) — 2002, ISBN 978-0380977925 - Термінатор 2: Нові хроніки Джона Коннора: Темні майбуття (роман Расела Блекфорда) — 2002, ISBN 978-0743445115 - Термінатор 2: Нові хроніки Джона Коннора: Злі години (роман Расела Блекфорда) — 2003, ISBN 978-0743458634 - Термінатор 2: Нові хроніки Джона Коннора: Смутні часи (роман Расела Блекфорда) — 2003, ISBN 978-0743474832 - Т2: Війна майбутнього (роман С. М. Стірлінґа) — 2004, ISBN 978-0380808182 - Термінатор 2: Час вовка (роман Марка Тайдерманна) — 2004, ISBN 978-0743493086 - Термінатор 3: Полювання термінатора (роман Аарона Олстона) — 2004, ISBN 0765350939 відеоігри: - Термінатор 2: Судний день (аркада від «WMS Industries») — 1991 - Термінатор 2: Судний день (екшен для приставки «Game Boy Color» від «B.I.T.S.») — 1991 |
| Т-Х            | Мисливець на термінаторів (Термінатрикс)                                                   | комікси: - Термінатор 3: Очі повстання (у 2-ох частинах) — вересень-жовтень 2003, ASIN: B004RBM8E4 - Термінатор 2: Інфініті — 2007, ASIN: B00B0O5VO0 - Термінатор: Революція — 2009, ISBN 978-1606900307 романи: - Термінатор 3: Сни термінатора (роман Аарона Олстона) — 2003, ISBN 0765308525 - Термінатор 3: Полювання термінатора (роман Аарона Олстона) — 2004, ISBN 0765350939 відеоігри: - Термінатор 3: Повстання машин (шутер від «Game Boy Advance») — 2003 - Термінатор 3: Спокута (шутер від «Atari») — 2004 |